# I grandi miti greci
I grandi miti greci, è un libro dello scrittore italiano Luciano De Crescenzo pubblicato nel 1999 da Arnoldo Mondadori. L'autore, nella premessa parla dei miti antichi e dei miti moderni e di quando e come si è appassionato ad essi. Attraverso gli scritti di Omero, Esiodo, Virgilio, Pausania, Sofocle, Apollonio Rodio, Ovidio e tanti altri, De Crescenzo racchiude nel libro gran parte di tutto il patrimonio mitologico greco, unico al mondo suddividendolo in quattro parti.

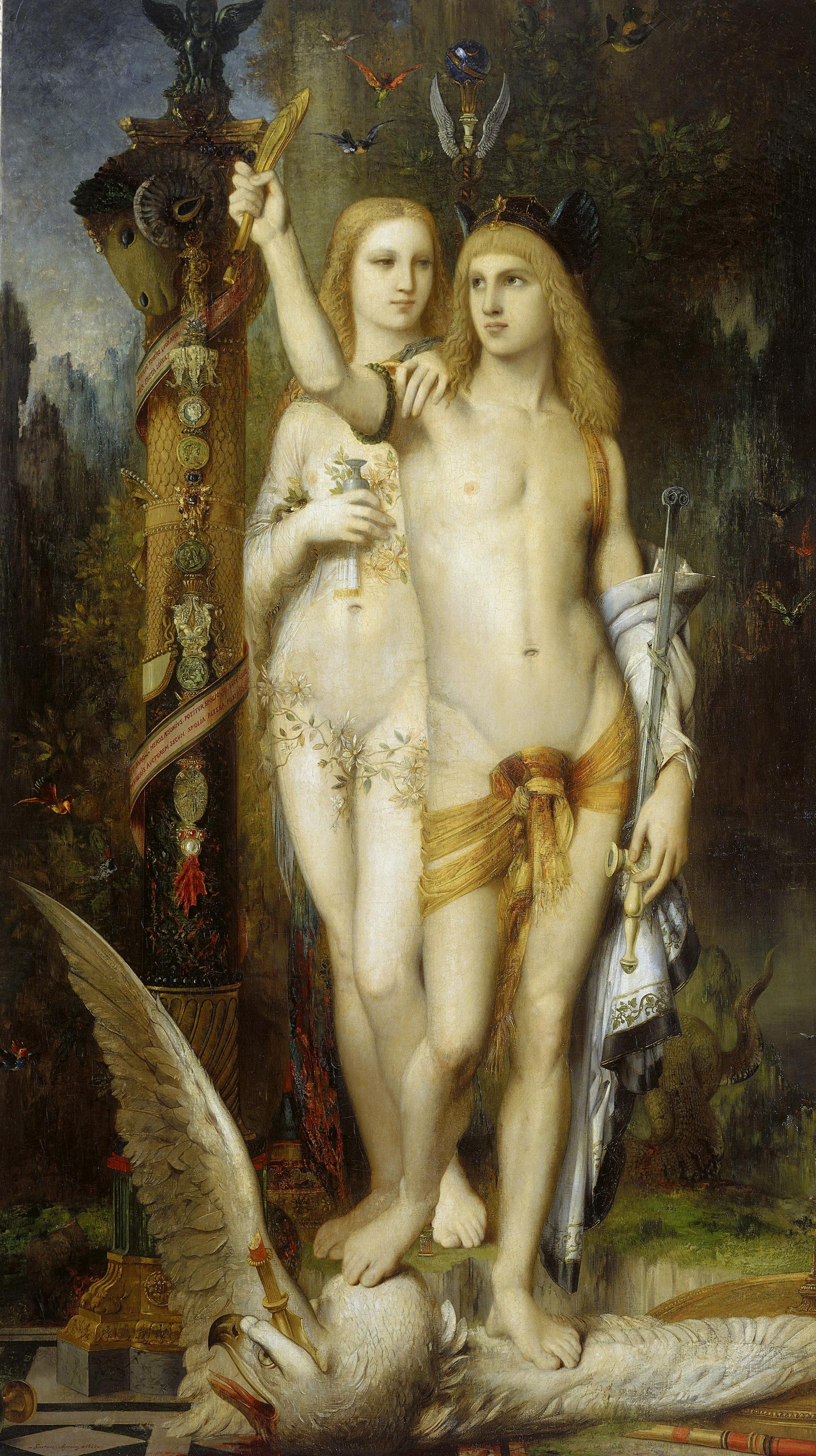
"Giasone e Medea".
Dipinto (olio su tela) di Gustave Moreau (1865).
Conservato al Musée d'Orsay di Parigi.

## I miti dell'amore: Parte prima

### L'arte amatoria
Nella sua Ars amatoria, lo scrittore romano Ovidio spiega i vari mezzi per conquistare una ragazza o un ragazzo. Ma l’autore passando da libro a libro si spinge ben oltre, infatti si accinge a spiegare nei minimi particolari ogni azione che un corteggiatore deve compiere per amare un’amata passando da metodi di comportamento e di galanteria a quelli di vestizione e di lussuria. Tuttavia l'autore nei vari libri dell'Ars amatoria pare schierarsi una volta dalla parte dell'uomo, altre nei confronti della donna. Ad esempio Ovidio suggerisce agli amanti di assecondare in ogni caso i voleri delle donne e a volte, se si è sposati, di tradirle pure; mentre alle ragazze consiglia di concedersi a volte facilmente al proprio amante, in altri casi di fare pesare gravemente addosso al corteggiatore il peso dell'impazienza e del desiderio amoroso. Infine Ovidio conclude l'opera con una profonda riflessione personale sul culto dei pastori.

### Il simposio

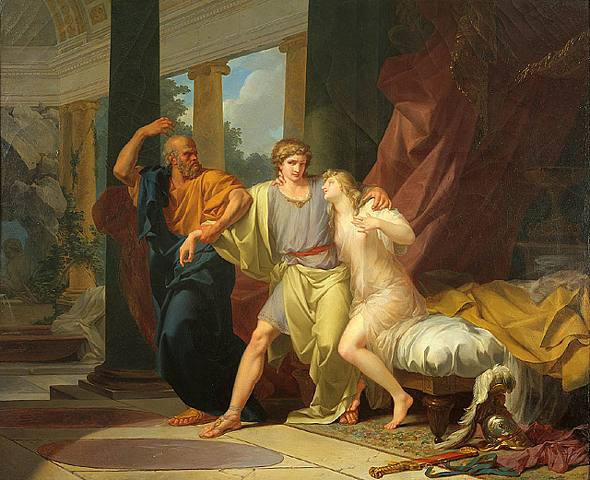
Socrate e Alcibiade nel simposio di Agatone, dipinto di J.-B. Regnault (1791)

Nel dialogo di Platone, Socrate partecipa a un banchetto serale (appunto il Simposio) condotto dal poeta Agatone. Gli invitati oltre al filosofo sono Fedro, Eurissimaco, Aristofanee, Pausania, Aristodemo (che racconta poi la vicenda all'amico Apollo doro) e infine l'imbucato Alcibiade.
Nel Simposio greco si osservavano severe regole: bisognava lavarsi le mani, mangiare in abbondanza, risciacquarsi le mani, bere a sazietà vino mischiato a miele e poi conversare con gli amici. Nella sala erano ammessi solo uomini (le donne dovevano dormire nel gineceo) e, se volevano, potevano giacere nel triclinio di un loro compagno.
Socrate giunge solo verso la fine del banchetto, dato che durante il viaggio si era fermato a meditare e gli amici, dopo aver mangiato e bevuto, decidono di parlare dell'Amore (Eros). Eurissimaco propone l'argomento e Fedro inizia a esprimere i suoi pareri. Per lui l'Amore è il più antico di tutti gli Dei, come dice Esiodo e che ogni cosa che è bella, ed è amata, equivale al bene.
Il secondo a parlare è Pausania, egli afferma che esistono due tipi di Amore, collegati alla dea Afrodite. In base all'etica di comportamento di un amante e di un amato si stabilisce il genere di dea. Esiste Afrodite Urania, simbolo del sentimento, e Afrodite Pandemia, rappresentante della lussuria e dell'amore volgare.
Il terzo a prendere la parola è Eurissimaco, perché Aristofane ha la tosse; secondo lui esistono vari tipi di amore, il più benefico e speciale è quello collegato alla medicina e alla salute, essendo Eurissimaco un medico.
Ma Aristofane lo interrompe per dire la sua: in un tempo remoto sulla terra esistevano esseri detti "Androgini" possedenti quattro braccia, quattro gambe, due teste, quattro occhi, molto superbi e sfrontati. Per questo Zeus li ha puniti dividendoli in due. Dalla spaccatura sono nati gli uomini e le donne e insieme a loro il desiderio d'amore di unirsi l'uno con l'altra.
L'ultimo a parlare è Socrate: secondo lui Amore è il risultato dell'unione amorosa degli dei Espediente e Povertà, il primo furbo e imbroglione, l'altra misera e malconcia. Quindi Amore sarebbe un dio povero e imbroglione che andrebbe insidiando le menti dei giovani e delle ragazze e compiendo tutti i mali possibili.
Dopo una contestazione da parte degli invitati nella sala fa irruzione Alcibiade ubriaco chiedendo di unirsi al Simposio. Questi si va a sedere nel triclinio di Agatone, frapponendosi fra lui e Socrate, il suo amante e si mette a discorrere con gli altri. Poi, provato dal desiderio di amore e rispetto per il compagno, comincia a esprimere i suoi pensieri riguardo al filosofo. Alcibiade si era innamorato di Socrate sin da quando lo aveva sentito usare per la prima volta la sua "dialettica" e ha tentato tutto pur di essere ricambiato da lui, riuscendoci alla fine, ma in parte.

### Il mito di Narciso

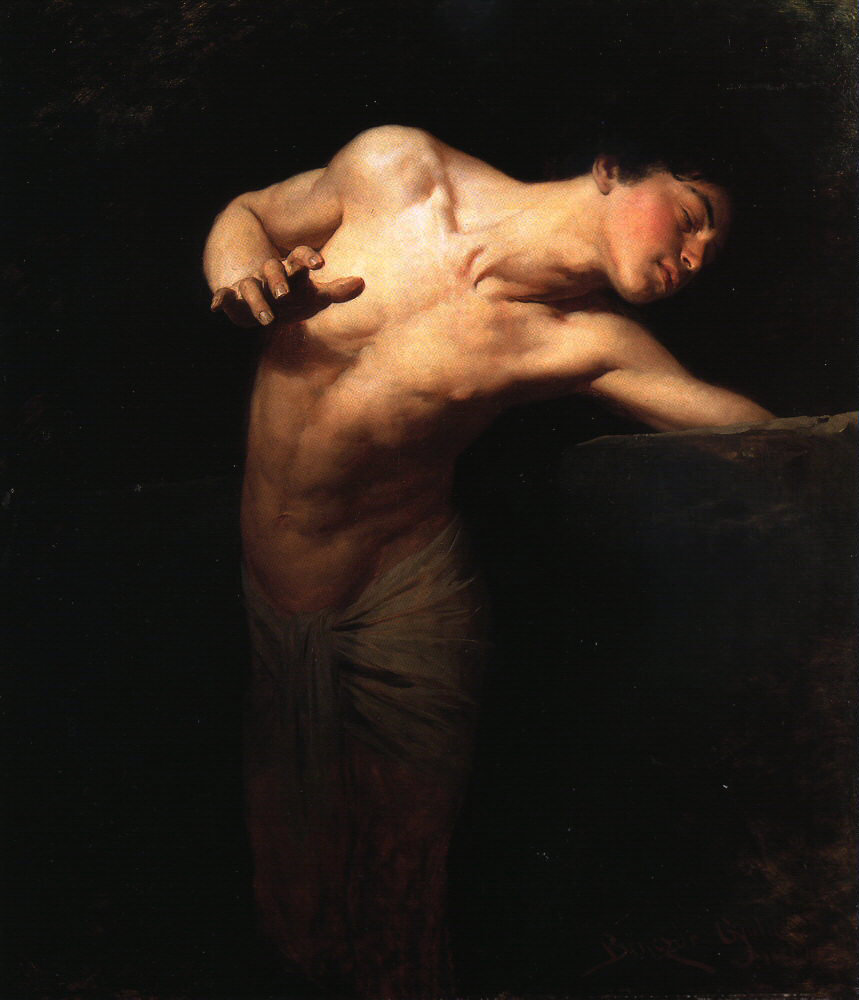
Narciso si vede riflesso nello stagno

Narciso è un giovane di straordinaria bellezza nato da una ninfa e dal fiume Cefiso. La madre, essendo ancora egli un infante, interrogò l'indovino Tiresia, chiedendogli quanto avrebbe vissuto il ragazzo e l'uomo rispose che sarebbe vissuto fino a quando non si sarebbe visto il volto.
La ninfa fa di tutto per impedirlo, ma il ragazzo, essendo anche scorbutico e amante solo delle sue prodezze, un giorno si scontra prima con la dea Eco e poi si vede riflesso in uno specchio d'acqua. Subito Narciso s'innamora del suo ritratto alla follia. Essendo il suo amore condannato ed impossibile da realizzare, Narciso si getta in acqua disperato.

### I viaggiatori dell'Oltretomba

#### Il viaggio di Ersi

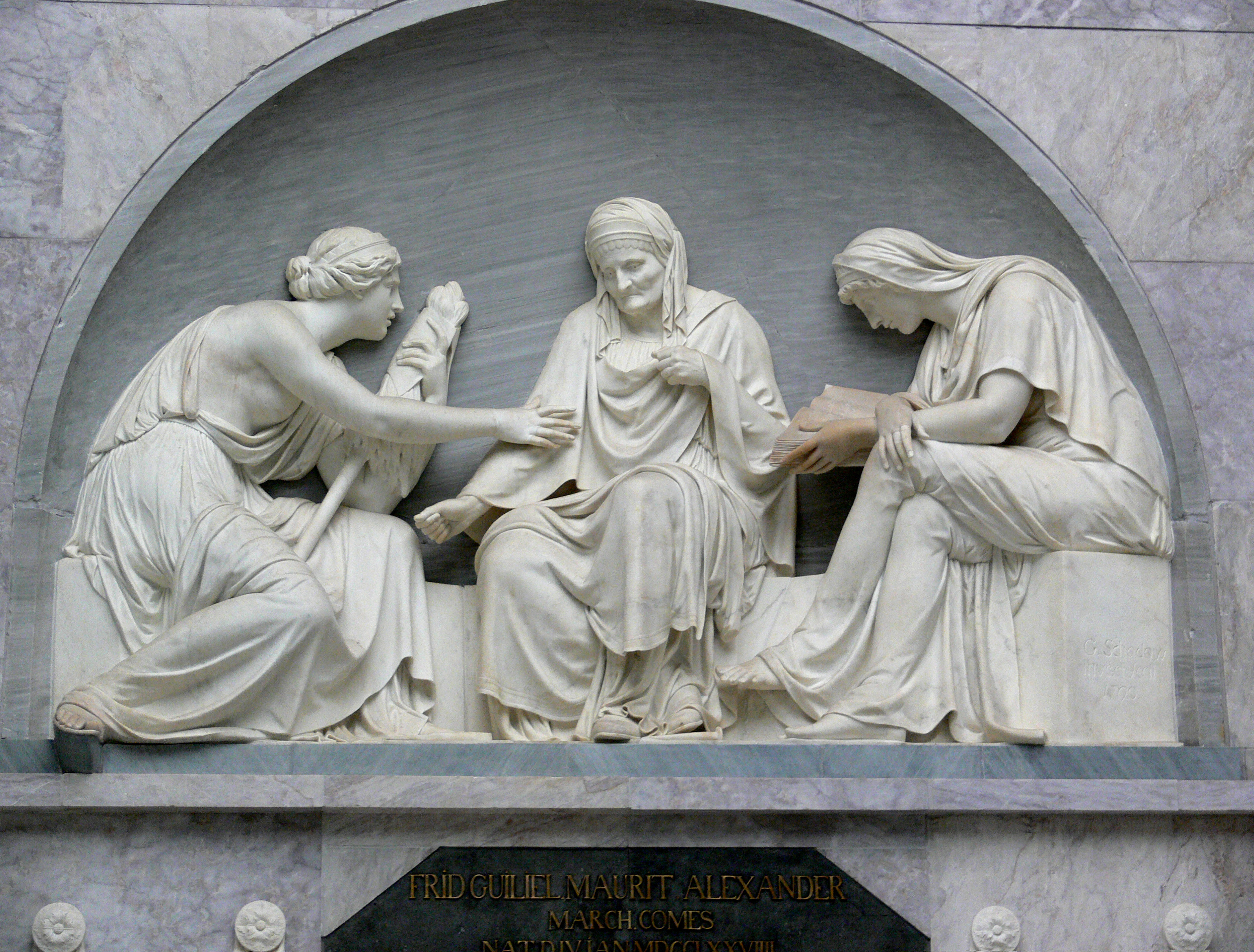
Le tre Moire, scultura di Johann Gottfried Schadow, Berlino

Nella Repubblica di Platone nella casa di un suo amico, il filosofo Socrate, parlando della nascita di uno Stato, inizia a raccontare il racconto di un giovane: Ersi. Questi è stato coinvolto in un aspro conflitto, dal quale gran parte dei soldati è stata uccisa. Si ritiene che anche il giovane Ersi sia morto in guerra e il suo cadavere esanime viene deposto sulla pira per essere cremato, quando all'improvviso Ersi ridesta, sotto lo stupore di tutto il popolo. Ersi dichiara di essersi trovato, durante il suo breve stato vegetativo, in una sorta di Antinferno dove vi erano due schiere di anime: i dannati urlanti e piangenti e gli spiriti dei gaudenti ed esultanti provenienti dal Paradiso. Tuttavia i guardiani dell'Inferno compreso il nocchiero Caronte, invitano Ersi a non avvicinarsi troppo agli altri, essendo egli ancora tra i vivi. Ad un certo punto, dopo il tentativo di un dannato di fuggire dalla zona assegnatagli e l'immediato intervento punitivo di un'entità divina, un messaggero giunge dall'alto, gettando in mezzo alle anime una manciata di dadi, invitando le anime a raccoglierli. Sui dadi è scritto il corpo o la materia in cui gli spiriti dovranno reincarnarsi nella loro via futura e perciò l'araldo invita le anime a scegliere con saggezza e perseveranza, escludendo ovviamente Ersi. Compiuta l'operazione le anime, sempre senza Ersi, si avviano a bere le acque del Lete per perdere la memoria della loro vita trascorsa e proprio in quel momento l'anima di Ersi torna in vita tra i mortali, sopra la pira.

#### Il viaggio di Ulisse

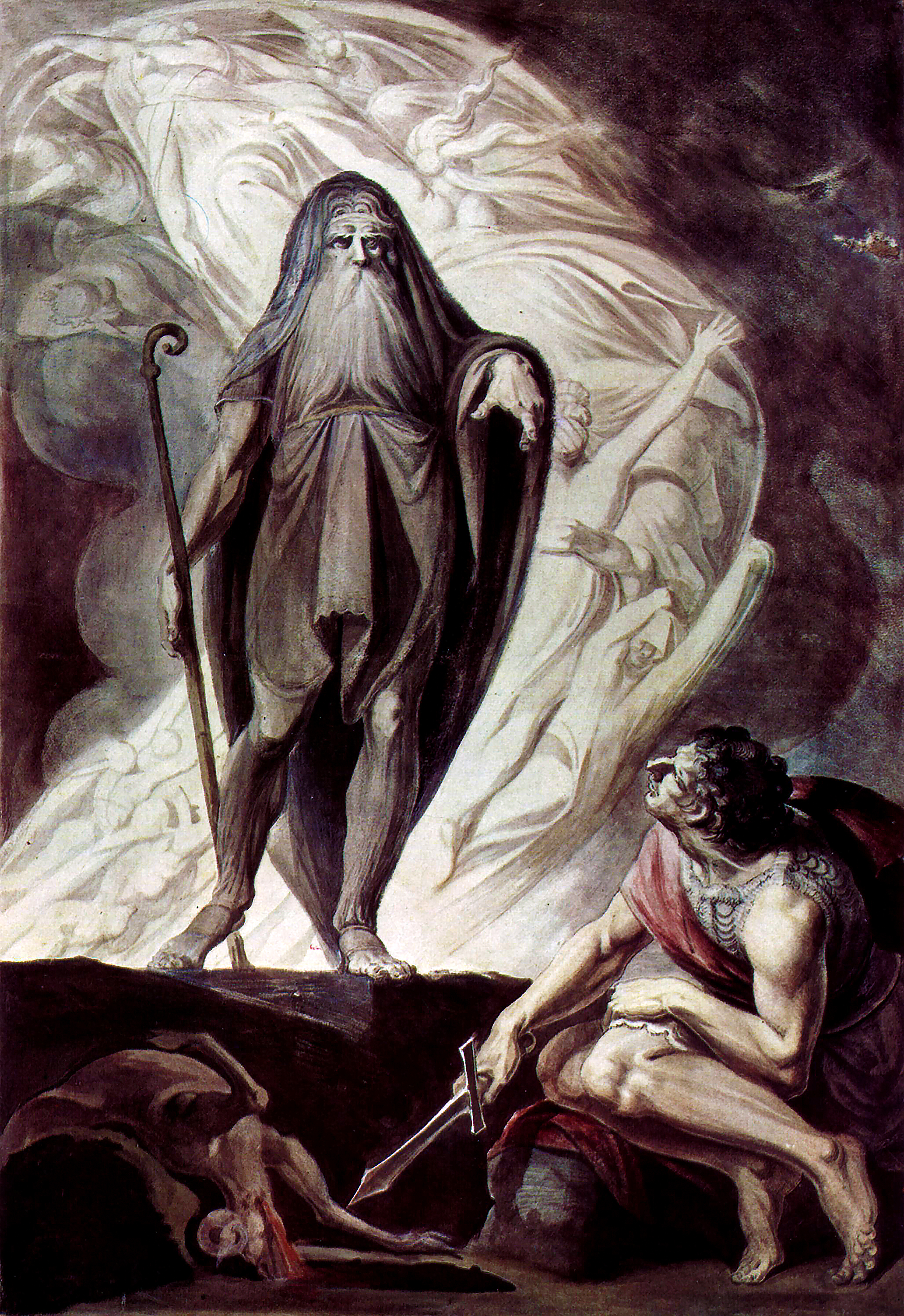
L'anima di Tiresia appare ad Odisseo, dipinto di Johann Heinrich Füssli

Nell'Odissea, sotto consiglio della maga Circe, Ulisse si reca nell'antro dell'inferno per interrogare l'anima dell'indovino Tiresia, affinché gli predìca i prossimi viaggi da compiere e il loro destino. Ulisse, salutata la donna parte e giunge in una zona nebbiosa e tetra, camera dell'Oltretomba. Scavata coi compagni una piccola fossa, Ulisse sacrifica alcune bestie, mischiando il loro sangue a del cibo offerto in onore delle anime. Infatti dopo pochi secondi ecco arrivare una schiera di persone magre, smunte e trasparenti che si lamentano piangendo la loro sorte. Ulisse tra i dannati cerca Tiresia e lo trova, dopo aver dialogato commosso con l'anima della madre e di un giovane amico, morto qualche sera prima. Tiresia predice ad Ulisse il viaggio di ritorno che dovrà affrontare per Itaca, attraversando le isole delle Sirene, delle mandrie di Apollo, dello stretto dei mostri Scilla e Cariddi e infine dei sette anni che dovrà trascorrere in balia della ninfa Calipso. Dopo la soddisfazione dell'indovino per l'offerta a base di sangue di Ulisse, sulla scena entrano gli eroi Achille, Agamennone e Aiace Telamonio. Le anime piangono la loro triste sorte e maledicono le guerre e le mogli infedeli. Solo Aiace non parla, adirato a morte con Ulisse per lo sgarbo che gli hanno fatto il giorno dell'assegnazione delle armi di Achille, dopo la sua morte. A causa della vittoria di Ulisse, Aiace è impazzito e dopo aver sterminato una mandria di capre si è ucciso conficcandosi la spada nell'ascella, unico punto debole. Infatti l'anima non vuole nemmeno parlare con l'eroe e svanisce.

#### Il viaggio di Teseo
Ormai ultracinquantenni, gli eroi Teseo e Piritoo decidono di spassarsela rapendo belle fanciulle di stirpe divina o reale. Teseo decide di catturare Elena, la stupenda moglie di Menelao, mentre Piritoo ha progetti più ambiziosi: andare a chiedere nell'Oltretomba la mano della moglie di Ade: Persefone. I due eroi riescono a superare con una scorciatoia gli ingressi dell'Inferno e giungono direttamente nella camera dei tetri sovrani, pretendendo con la forza la mano della signora. Ade allora pensa di imbrogliarli e li invita a sedersi per mangiare. Gli eroi acconsentono e si siedono su due poltrone che però si tramutano immediatamente in carne umana, attaccandosi alla pelle dei due, impedendo loro la fuga. Solo alcuni anni dopo un altro avventuriero dell'Inferno: il possente Ercole. Riesce a salvare Teseo strappandolo con la forza dalla sua prigione, ma non riuscendo a fare altrettanto con Piritoo.

#### Il viaggio di Enea
Nel poema epico Eneide scritto dal poeta romano Virgilio, l'eroe troiano Enea è alla ricerca di un luogo dove fondare la "nuova Troia", ossia la Roma che oggi conosciamo. Ha già naufragato in molti posti inclusa la città marinara di Cartagine dove è stato accolto e curato dalla regina Didone ed ora il guerriero si trova nei pressi dell'Italia, precisamente nella zona degli odierni Appennini dove risiede l'oracolo della Sibilla. Enea si trova in un luogo sconosciuto e inaccogliente, pieno di paludi e di nebbia e, vedendo la maga, la supplica di condurlo negli Inferi per conoscere la sorte dell'anima del padre Anchise. Con un po' di difficoltà l'eroe riesce a convincere la Sibilla e farsi portare nell'Oltretomba senza l'accompagnamento degli amici. Il luogo è descritto nel più terribile e spaventoso dei modi rispetto alle altre citazioni degli scrittori ed Enea non sa se sguainare la spada o fuggire di fronte alle anime urlanti dei defunti e di fronte alle bestie e ai guardiani dell'Inferno. Tra gli spiriti maledetti scorge anche quello di Didone, la regina cartaginese tradita da lui dopo averlo confortato e sedotto sperando di avere un consorte che l'avrebbe aiutata nella direzione del regno. La regina è ancora infuriata e addolorata con l'eroe per le bugie e le false scuse inventate da Enea per partire al più presto all'inseguimento del suo sogno e per questo, quando lui tenta di abbracciarla per farsi perdonare, fugge via inorridita. Passate altre zone dell'Inferno, finalmente Enea giunge nel giardino del Lete ove siedono le anime in attesa di dimenticare i loro ricordi passati; tra queste vi è anche Anchise che non ha ancora bevuto le acque dell'oblio e appena lo vede abbraccia il figlio commosso. Finalmente Enea può sapere dal padre le sorti dei suoi viaggi e il destino della nuova città. Secondo Anchise Roma avrà un impero e una storia gloriosa che supererà di molto quella di Troia, grazie al comando di Cesare e poi dell'imperatore Augusto.

#### Il viaggio di Orfeo

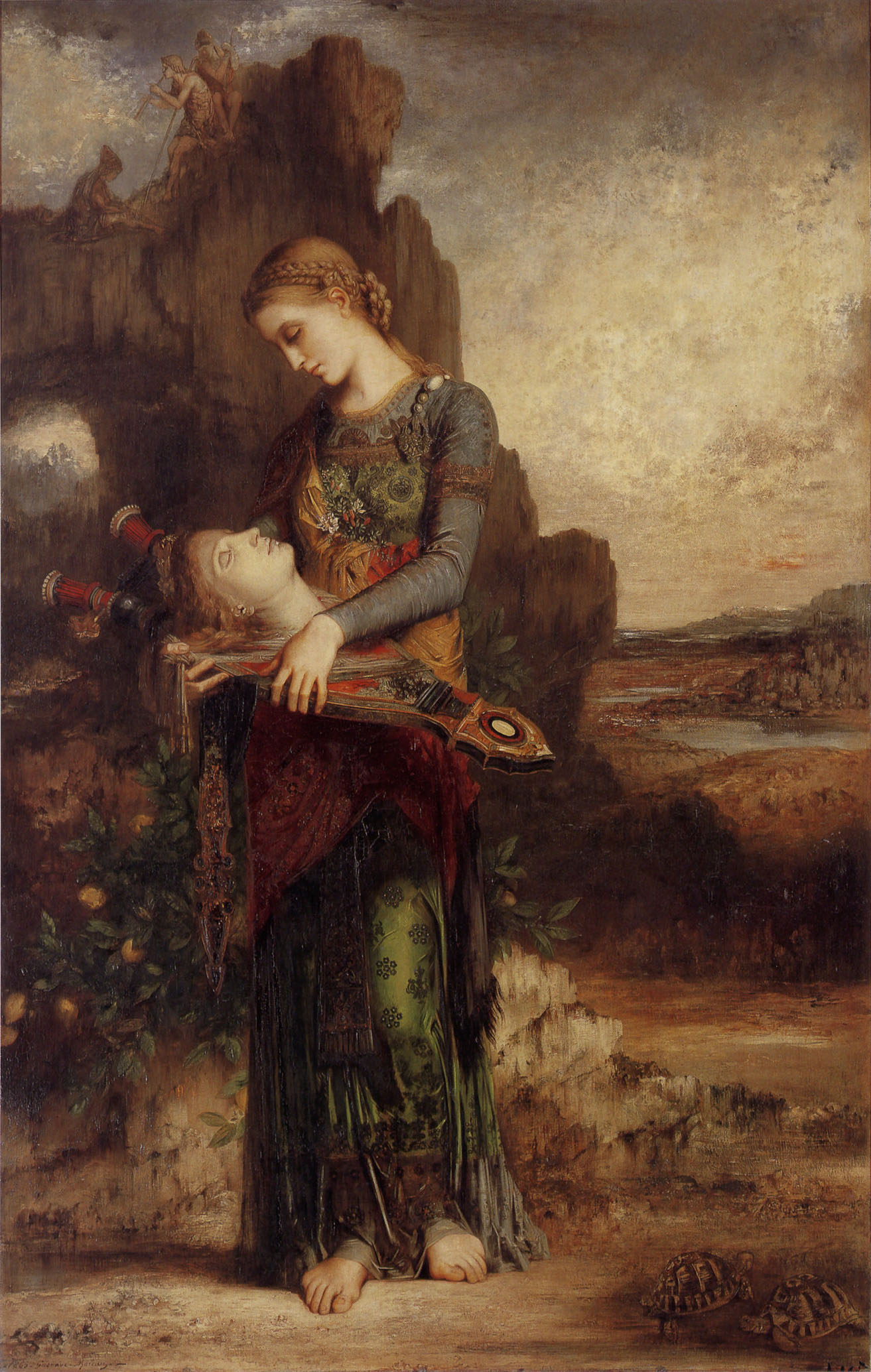
Una tracia regge la testa di Orfeo sopra la lira, dipinto di Gustave Moreau

Orfeo è un giovane e bel ragazzo che ha l'arte di incantare qualsiasi cosa, perfino senza vita come le pietre o le montagne, con la dolce musica della sua voce.
Egli è famoso in tutta la Grecia e presto le pretendenti non tarderanno a farsi avanti per sposarlo. Ma Orfeo tra le tante fanciulle sceglie la soave e mite Euridice che però muore subito dopo le nozze a causa del morso velenoso di un serpente mentre correva, tentando di sottrarsi alle attenzioni di Aristeo. L'anima della sventurata vola nell'Oltretomba, la casa dell'oscuro Ade e Orfeo è disperato. Tuttavia decide di scendere negli Inferi per riprendersi la sua amata sposa e con il suo canto riesce ad addolcire sia il nocchiero Caronte che il cane a tre teste Cerbero, il guardiano dell'Inferno messo da Ade.
Quando Orfeo si presenta da Ade e la sposa Persefone, i due sovrani rimangono stupiti e abbagliati dalle doti del mortale e così il dio decide di premiare il cantore restituendogli l'anima della sposa a patto che questi le si rivolga solo dopo usciti dagli oscuri meandri dell'Oltretomba.
Orfeo obbedisce e il fantasma di Euridice lo segue, ma la tentazione è troppo forte e lo sposo si gira per vedere un'ultima volta la sua cara amata. La leggenda narra che Orfeo fu ucciso dalle altre sue ex pretendenti le quali non ne potevano più dei continui lamenti di Orfeo.

### Il mito di Protesilao
Qualche giorno prima della guerra di Troia il giovane Protesilao s'innamora perdutamente della bella Laodamia, figlia di un nobile sovrano acheo che ha prestato giuramento sull'onore di Elena, se fosse stata rapita. Accade che il giovane principe troiano Paride, giunto con un'ambasceria a Sparta, s'invaghisce della moglie di Menelao e se la porta a Troia. Tutti i capi achei si preparano per la spedizione contro i nemici, sebbene il padre di Laodamia protesti. Tuttavia il re decide di ordire un astuto complotto e manda l'ignaro Protesilao assieme ai guerrieri, promettendogli la mano della sua amata.
Il giovane parte ma, a causa della dea Afrodite (altri dicono per colpa di Ulisse), Protesilao scende per primo sul suolo nemico e viene trafitto da una lancia di Ettore
.
La notizia vola fino in Grecia all'orecchio di Laodamia che scoppia in pianto e prega gli Dei affinché gli concedano un'ultima notte d'amore con il suo Protesilao. Gli dei commossi accettano la richiesta di Laodamia e fanno resuscitare per una sola notte Protesilao. Giunti gli amanti in camera, Laodamia chiede al suo amore di posare per lei, affinché possa fabbricare con la cera una statua simile a lui, per poterlo abbracciare piangendo ogni notte.
Protesilao accetta a malincuore e così ogni notte la povera Laodamia si stringe alla statua sospirando e gemendo. Il padre la scorge dal buco della serratura e ordina che la statua venga bruciata in un calderone. Quando la scultura di cera viene gettata, anche Laodamia si butta tra le fiamme.

### L'asino d'oro

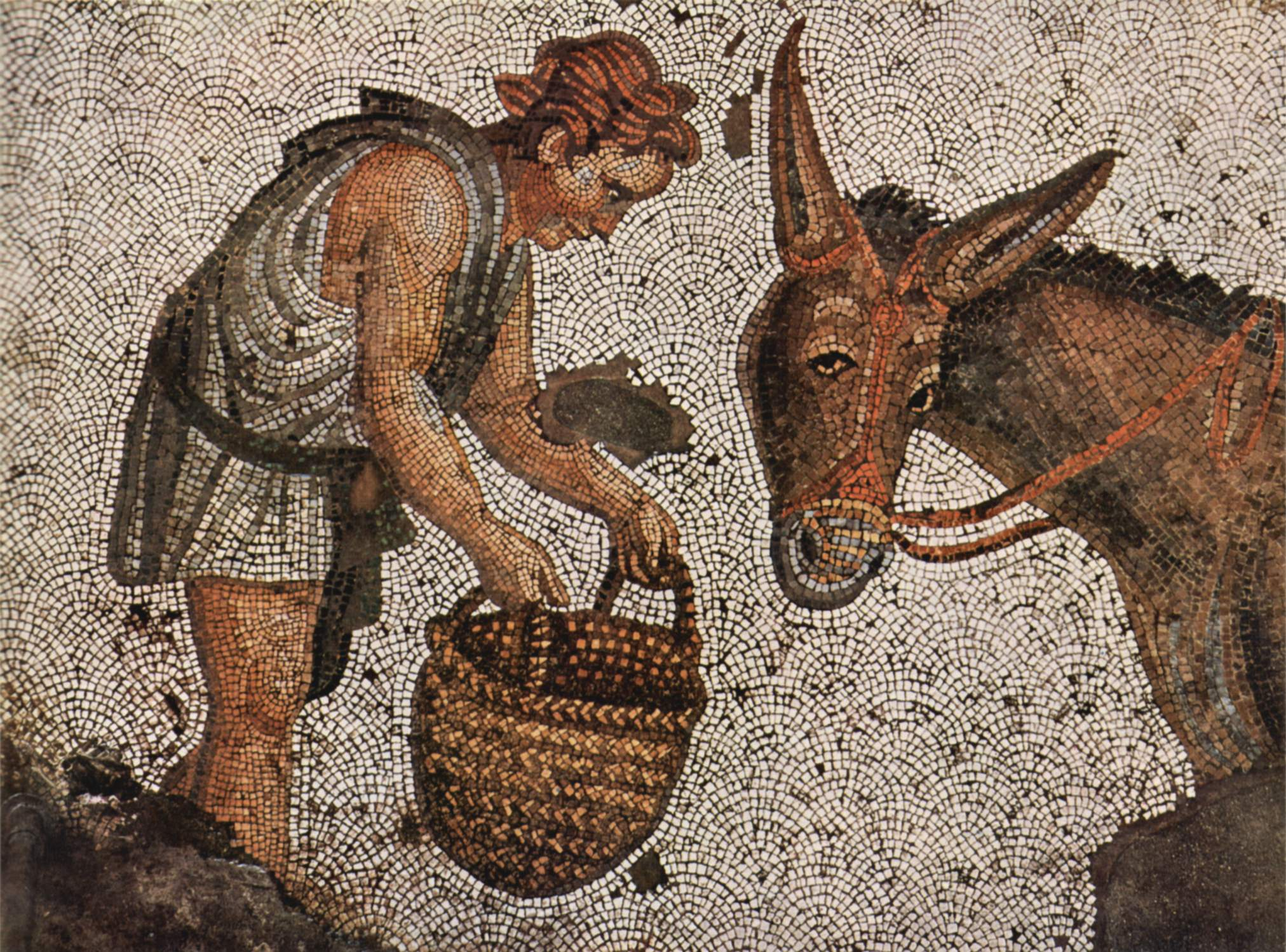
L'asino Lucio e il suo padrone in un mosaico bizantino

La Metamorfosi di Apuleio è una delle più celebri storie di fantasie romane del II secolo d.C.. Il protagonista è un giovane greco di nome Lucio il quale si reca in Tessaglia per affari. Tuttavia nella casa in cui viene ospitato il ragazzo s'innamora di una bella schiava che gli rivela, una notte dopo aver consumato l'ennesimo amplesso, di avere una strega come padrona, capace di trasformarsi in qualsiasi cosa o animale grazie a potenti vasetti magici. Una notte, senza farsi vedere Lucio sbircia nella serratura della porta della camera di Fotide e la vede tramutarsi in uccello per poi volare via dalla finestra: a questo punto il ragazzo non resiste più alla tentazione ed entra per provare uno di quelli vasetti. Sbaglia contenuto e diventa un asino peloso e ragliante. Sopraggiunge la serva che lo consola, promettendogli di supplicare la padrona per farlo tornare come prima. Ma Lucio per ridiventare umano dovrà affrontare tante avventure e dure prove. Infatti già quella sera viene rapito da una banda di ladri, bisognosi di un mulo per trasportare il loro malloppo. Lucio viene condotto in una caverna dove scopre di trovarsi in compagnia di una bellissima ragazza, anch'essa rapita dai banditi perché di nobile famiglia. La giovane è inconsolabile e allora una vecchia signora, balia dei ladri, pensa di raccontarle una dolce storia: la favola di Amore e Psiche. Finalmente la ragazza si calma e addirittura pensa di fuggire via con l'asino Lucio, ma il tentativo fallisce. Passa qualche tempo e Lucio si fa male ad una zampa e per questo viene
considerato inservibile dai ladri, che lo vendono. Da questo momento inizia una girandola di scambi crudeli e di soprusi tutti a discapito del povero Lucio che viene barattato e gettato nelle mani di moltissimi venditori e imprenditori, l'uno più crudele dell'altro. Tra i tanti vi sono l'uomo imbroglione che ha truffato un contadino facendogli credere che Lucio fosse una macchina produttrice di monete. Infatti l'asino aveva mangiato i soldi nascosti nella paglia e poi li aveva ricacciati per fare i suoi bisogni, sotto gli occhi esterrefatti del villico; e anche un rozzo pasticcere il quale ha comprato l'asino per poi scoprire ancora in Lucio qualche abitudine umana, come mangiare dolci o emettere brevi fonemi, per usarlo quindi nei suoi spettacoli da strapazzo. Passano molti anni e Lucio ormai non ne può più di continui soprusi, per questo invoca pentito la maga Fotide che gli dà un consiglio. Lucio si sarebbe recato a Corinto dove vi era una festa in onore di Iside e lui avrebbe mangiato alcune rose della ghirlanda del sacerdote per poi riprendere le sue originali forme umane. Tuttavia Lucio da quel momento avrebbe fatto voto di castità di sua spontanea volontà e avrebbe prestato servizio nel tempio della dea.

#### La favola di Amore e Psiche

Amore e Psiche di Antonio Canova, Museo del Louvre

La dea Venere scatena violenze su una città greca per la bellezza straordinaria di una fanciulla di nome Psiche. I cittadini allora decidono di sacrificarla per ingraziarsi la divinità ma di notte, mentre la ragazza aspetta la sua sorte piangente su un'altura, scende dal cielo il dio Amore (ovvero "Eros") per salvarla, innamorato della sua immacolata bellezza.
Questi porta la ragazza nel suo splendido palazzo d'oro e passa intere notti d'amore intenso con Psiche, raccomandandole però di non guardarlo mai in faccia altrimenti lei sarebbe tornata alle sue misere condizioni.
Psiche promette ciò al suo amante, ma una sera, vinta dalla curiosità si avvicina con una candela al volto di Amore e inavvertitamente fa cadere una goccia di cera fusa sulla sua spalla. Il dio si sveglia e vola via per sempre.
Psiche ora è veramente nei guai perché ritorna magicamente sulla Terra e per di più scopre che le sue sorelle stanno tramando contro di lei per andare a letto con Amore.
Solo un aiuto divino può salvare Psiche e alla fine sarà proprio Venere, la dea che tanto voleva vederla morta, ad aiutarla, facendole superare quattro dure prove per riavere per sé il suo Amore.

### La sfortuna di essere belli

#### Adone

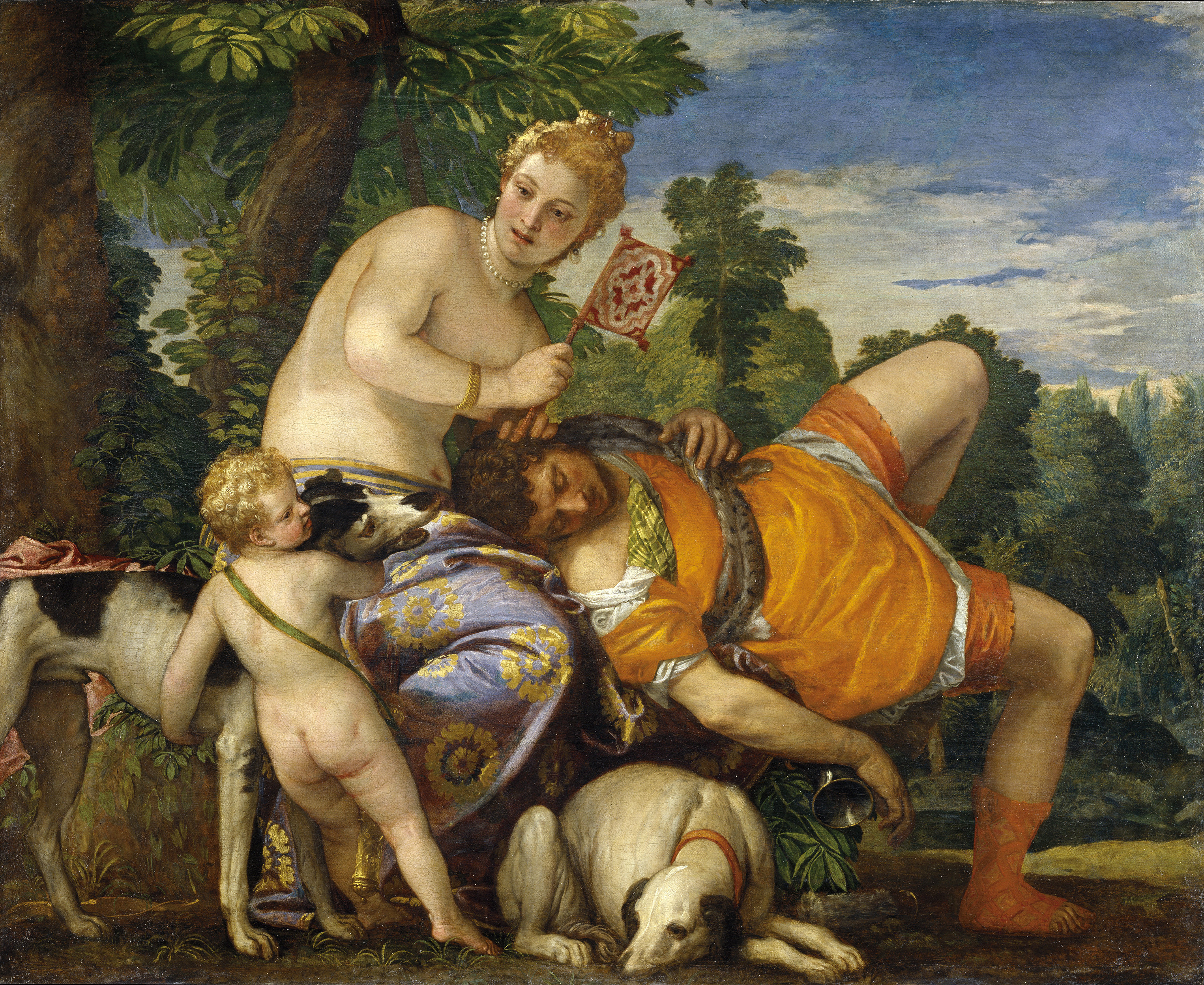
Paolo Veronese, Venere e Adone, Madrid, Museo del Prado

Adone è il simbolo stesso della bellezza. Egli era così splendido che perfino le dee Afrodite e Persefone (futura moglie di Ade, dio dell'Oltretomba) s'innamorano pazzamente di lui. Zeus stabilisce che entrambe siano a goderne i favori, ma Afrodite, scaltra come non mai, indossa la sua cintura della bellezza, consumando ben otto mesi d'amore con Adone. Persefone lo scopre e si reca da Ares, comunicandogli del tradimento dell'amante sfacciata. Ares s'infuria come una belva e si trasforma in cinghiale, trafiggendo Adone mentre sta cacciando con Afrodite.

#### Titone
Titone è un pescatore troiano, amato follemente dalla dea Aurora. Questa chiede al padre Zeus di rendere immortale il suo amore e il dio così fa, a patto che la dea non gli chieda più nient'altro per sempre.
Aurora nemmeno fa caso alle ultime parole di Zeus e corre via ad abbracciare Titone. Passano così molti anni di amore puro e intenso, fino a quando Titone non comincia ad invecchiare, diventando sempre più brutto e raggrinzito. Infatti Aurora nella sua richiesta si era dimenticata di domandare a Zeus anche l'eterna giovinezza per Titone, ora decrepito e malconcio.
Aurora scopre di non amare più quell'uomo e di essere impedita nel fare una seconda richiesta al padre. Perciò ordina che Titone venga rinchiuso in una grotta senza uscite, tranne una piccola apertura per consegnargli una ciotola di bevande

#### La storia di Piramo e Tisbe

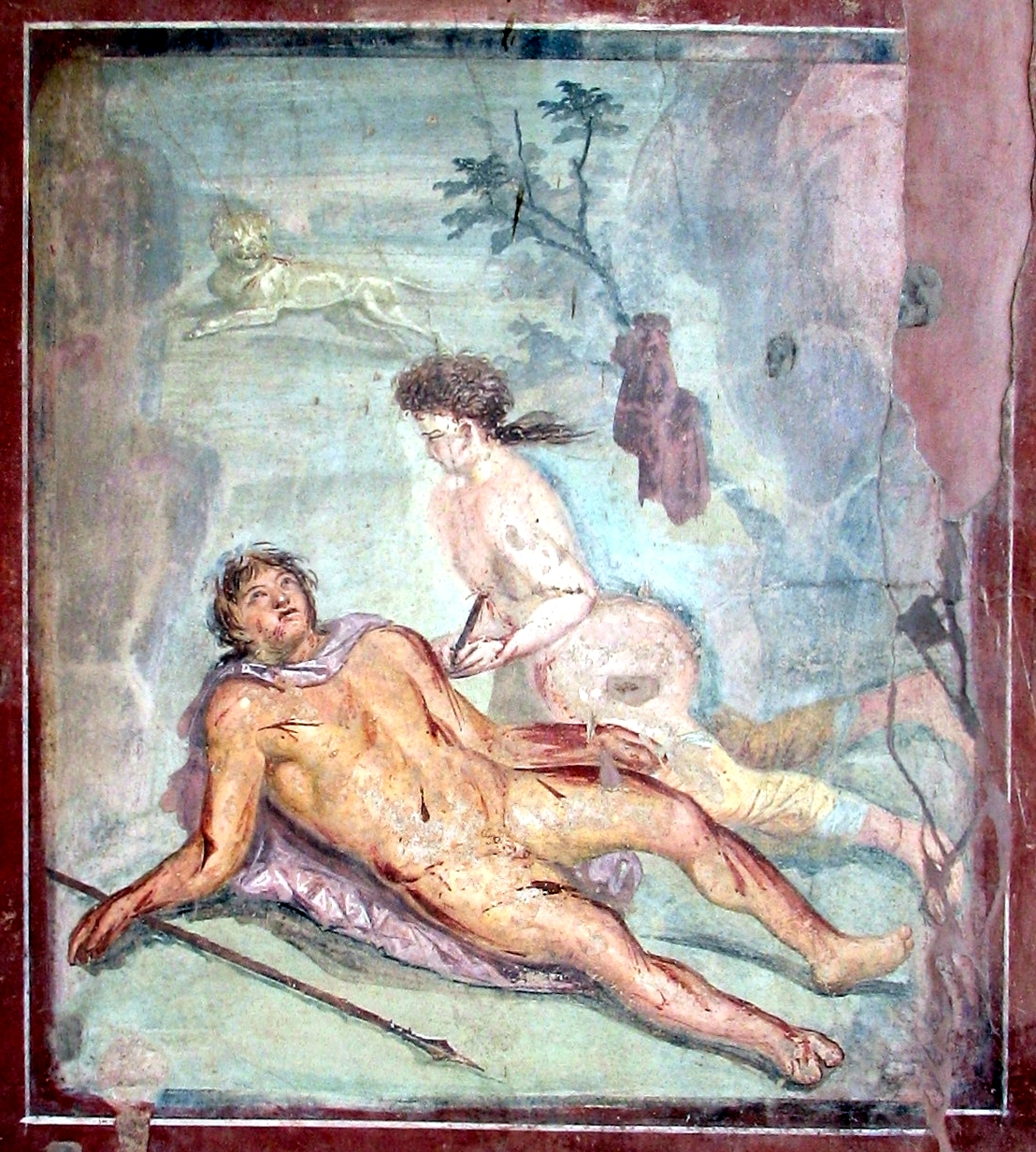
La morte di Piramo e Tisbe, affresco di Pompei

Secondo De Crescenzo, Piramo e Tisbe furono i primi Romeo Montecchi e Giulietta Capuleti della storia.
La vicenda è ambientata in Babilonia, in una città dove due famiglie si odiavano intensamente, recandosi quasi sempre scherno e facendo accadere sempre furibonde liti e zuffe.
Tuttavia una piccola briciola d'amore esisteva tra i due casati: l'affetto di Piramo e Tisbe. I genitori sapevano del loro rapporto e per questo li fecero rinchiudere in due stanze, senza far sapere ai due che queste fossero adiacenti.
Ma Piramo e Tisbe se ne accorgono e possono solo così comunicarsi piangendo dolci frasi d'amore.
Passati alcuni giorni, Piramo ha un'idea e propone a Tisbe che ognuno di loro, appena giunti i servi con il cibo, li saltassero addosso, legandoli e rubassero le chiavi delle stanze, per poi recarsi lontano sotto un albero di gelso.
Tisbe è entusiasta dell'idea e appena giunge la serva la tramortisce legandole e scappa sotto l'albero. Ma la giovane essendo vicina ad una sorgente intravede un leone feroce con la bocca sporca di sangue, reduce da un recente pasto e fugge via terrorizzata.
Anche Piramo è riuscito a liberarsi, ma con un'ora di ritardo e si sta avviando speranzoso presso il luogo stabilito.
Intanto il leone, appena visto il panno con cui Tisbe si era camuffata caduto per terra, ci si pulisce il muso, squarciandolo. Giunge Piramo e vede il panno di Tisbe lacero e lordo di sangue e pensa il peggio: la morte violenta della sua Tisbe. Senza esitare, estrae un pugnale e si uccide.
Pochi minuti dopo Tisbe, pensando che il leone si fosse allontanato, arriva sul posto e vede il suo amore a terra, privo di vita. Tisbe piange e impreca contro i genitori nemici e poi senza emettere un gemito e senza versare una lacrima, si trafigge, mentre il suo sangue giunge fino alle radici dell'albero di gelso, macchiando tutti i fiori.

## I miti degli Eroi

### Ritratto dell'Eroe
In Grecia al tempo di Omero ed Esiodo ovvero tra il IX e il VI secolo a.C. la cosa più importante che ci fosse era il mito, il cantore che ne declamava i versi e il protagonista delle storie ovvero l'eroe. Questi era la perfezione in persona simbolo dell'onore, l'onestà, il coraggio e l'intelligenza, a parte alcuni come Ulisse che imbrogliavano e tentavano di cavarsela dai guai con l'arte della parola. Tuttavia onesti o ingannatori, gli eroi erano quasi tutti venerati dal popolo greco dopo la morte e in loro onore venivano eretti dei templi e santuari dove poter andare a pregare.

### Gli Argonauti

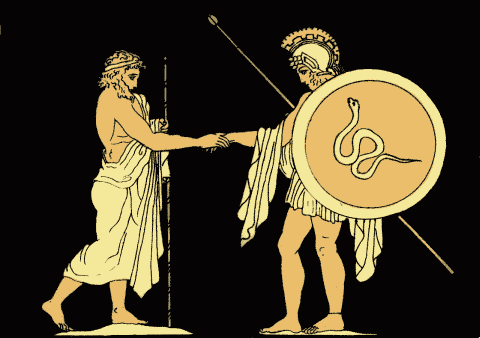
Re Pelia incontra il nipote Giasone

Per gran parte del libro De Crescenzo racconta il famoso mito degli Argonauti, ispirandosi al poema Le Argonautiche di Apollonio Rodio.
Giasone è un giovane figlio di un potente re, spodestato però dal crudele fratello. Così l'eroe vive gran parte della sua infanzia in povertà non sapendo le sue origini fino a quando non viene a saperlo da una dea al quale, travestita da vecchia, dà una mano ad attraversare un impetuoso fiume. Nella traversata il giovane Giasone perde un sandalo, ma la dea lo rassicura rivelandogli che compirà grandi imprese e di recarsi subito alla corte dello zio per reclamare il trono.
Lo zio, riconoscendo il nipote, non vuole cederglielo, ma inventa una scusa raccontando di un famoso "Vello d'oro" custodito da creature magiche nella lontana Colchide e di volerlo ottenere in cambio del trono.

### Le donne di Lemno
Giasone accetta e si mette in viaggio arruolando una schiera di volontari, tra i quali Ercole, Laerte e molti genitori dei grandi eroi che oggi conosciamo. Così gli Argonauti partono per la Colchide e facendo prima sosta si fermano nell'isola di Lemno. Questo è un luogo abitato da sole donne, punite da Artemide con il puzzo, per un mancato sacrificio, costrette a emanare fetore per l'eternità. Giasone approda, ma non tiene conto all'odore e si unisce alla regina Ippolita, e i compagni con le popolane in un'enorme orgia.
Solo dopo settimane gli eroi si decidono a ripartire superando voragini grazie all'aiuto degli dei e uccidendo feroci arpie garantendosi il buono auspicio da un indovino cieco, fino ad arrivare alla terra del Vello d'oro.

### Giasone e Medea

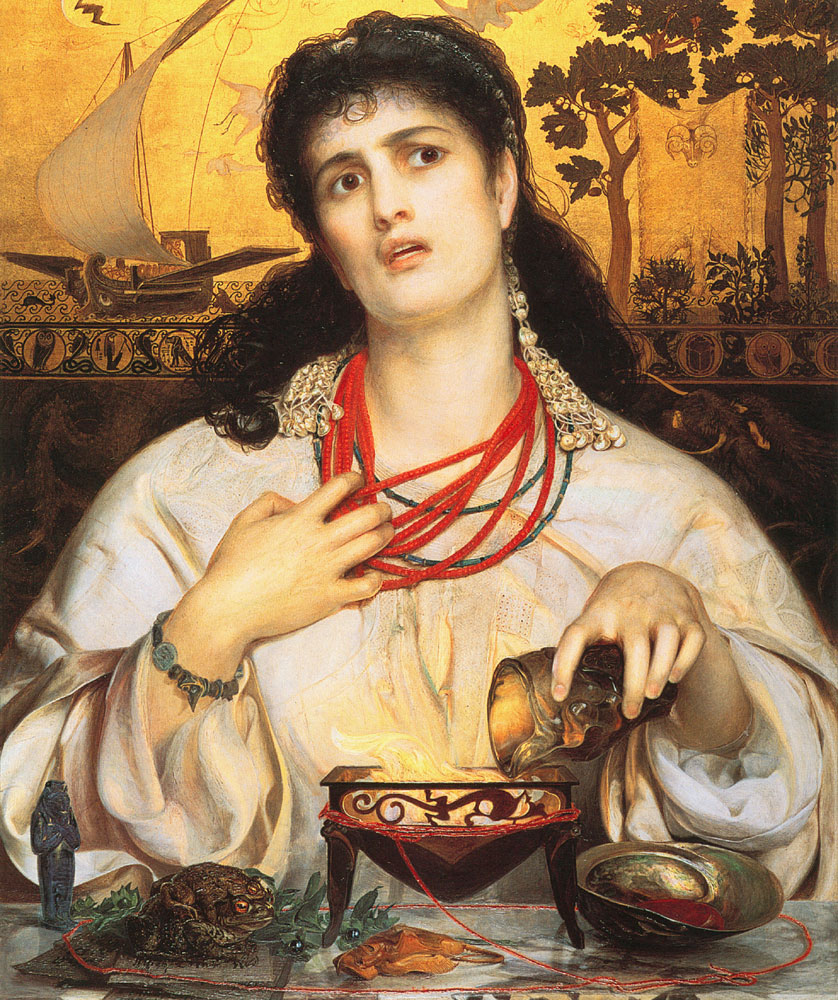
Medea mescola le sue pozioni, dipinto di Anthony Frederick Augustus Sandys

Giasone e i compagni vengono ricevuti a corte e l'eroe s'innamora della bella maga Medea la quale anch'essa s'innamora aiutandolo nel prendere il vello, facendo addormentare il custode: un potente drago sputafuoco. Alla fine Giasone, tradendo la fiducia del re, fugge via con Medea, il vello e il fratello minore di questa che poi verrà ucciso per rallentare le barche del sovrano.
In Grecia Giasone diventa finalmente re non prima della morte violenta dello zio Pelia, sempre a opera di Medea. Con un astuto trucco la ragazza si traveste da vecchia e propone a Pelia di ringiovanirlo, immergendolo in un calderone di acqua bollente. Il re non ci crede, ma dopo un altro abile tranello di Medea che consiste nell'immersione di un vecchio capro per poi tirare fuori dalla pentola un agnellino, le figlie del re accettano la proposta e con la forza gettano Pelia nel calderone, uccidendolo. Così Giasone assume il comando, ma dopo un po' deve prendere accordi con un popolo nemico, sposando la figlia del monarca. Medea monta su tutte le furie, giacché era felice con suo marito, dandogli alla luce anche due bei figli, ma Giasone è irremovibile e compie il sacro rito. Medea vendicandosi regala una tunica avvelenata alla nuova consorte che muore tra mille dolori e fa squartare con l'inganno il monarca nemico, per poi uccidere i suoi due adorati figli.

### Eracle

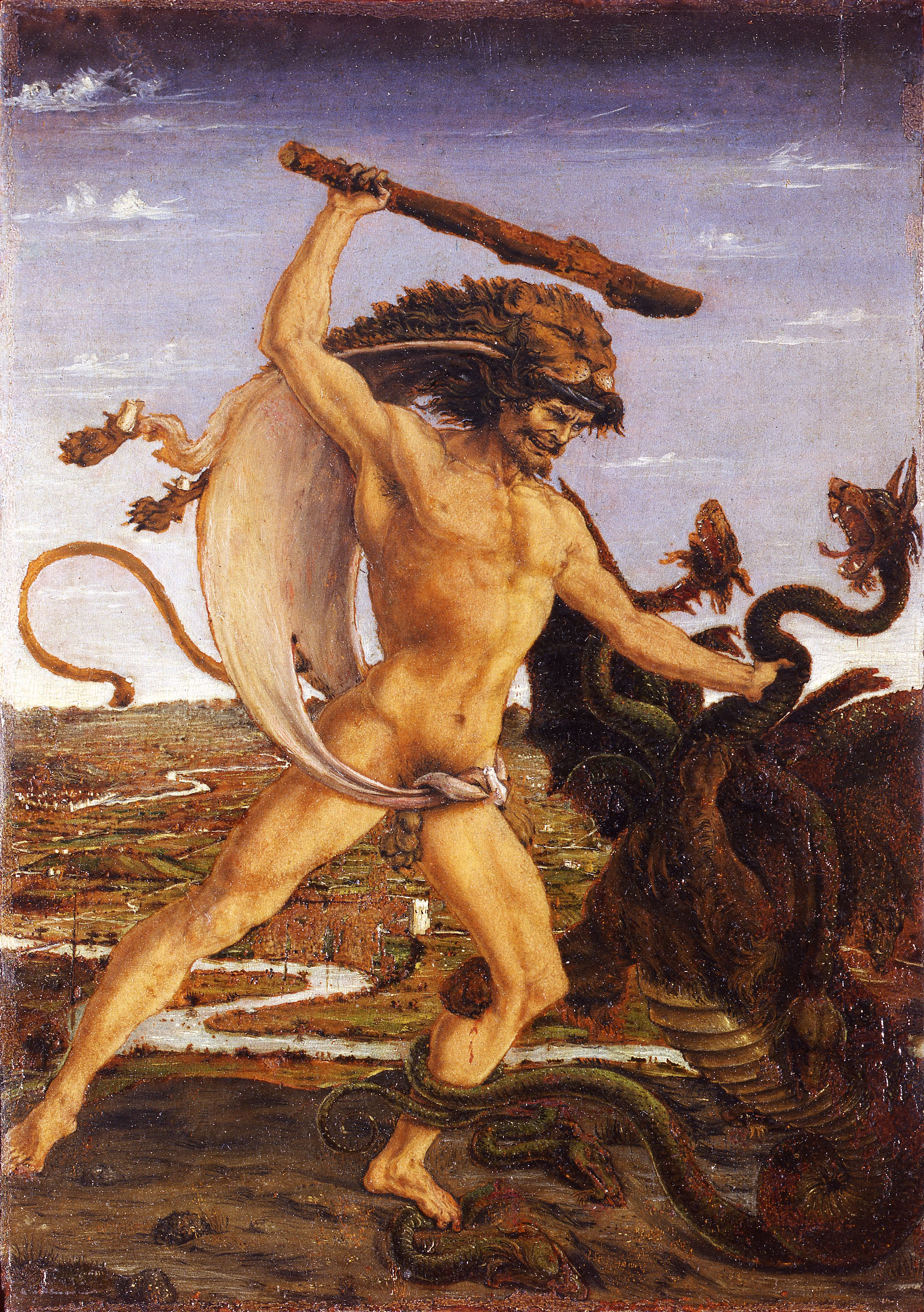
Ercole e l'idra (dipinto di Antonio Pollaiolo)

Il grande eroe Eracle è nato dall'unione di Zeus con una mortale: Alcmena. Questa è la moglie di Anfitrione, anche protagonista della commedia Amphitruo di Plauto. Zeus, per compiere il suo desiderio, ordina alle Ore e ad Elio il Sole di fare scendere la notte sul mondo greco per tre giorni e tre notti, affinché potesse godere l'amore tutto il tempo che volesse e comanda il dio Ermes di tenere occupato il servo Sosia di Anfitrione, l'unico a non aver accompagnato il padrone nella guerra contro i Teleboi.
Così accade che Zeus prende le sembianze di Anfitrione e seduce Alcmena, mentre Ermes prende in giro il povero e sciocco Sosia fuori casa, adoperando anche lui lo stesso trucchetto. Venuto alla luce, il piccolo Eracle, per evitare la collera di Era, la moglie di Zeus, viene affidato alle cure di Dioniso per istruirlo nell'arte della musica e del ballo e dal centauro Chirone nell'arte della lotta e della guerra.
Divenuto ormai giovane Eracle compie dodici grandi imprese per volere di uno sciocco di nome Euricleo. L'eroe le risolve tutte quante per poi sposarsi in santa pace con una giovane mortale.

### La camicia di Nesso
Tuttavia dopo qualche anno Eracle e sua moglie s'imbattono in un centauro: Nesso che tenta di rapire Deianira, ma Eracle lo trafigge appena in tempo. Negli ultimi istanti di vita Nesso si rivolge a Deianira dichiarandole di intingere una tunica nel suo sangue e di metterlo sulle spalle del marito, se questi un giorno si fosse innamorato di un'altra. Deianira bagna la camicia del sangue e si accorge che dopo qualche anno ancora Eracle non comincia più a darle le attenzioni di un tempo, così gli mette la tunica. In realtà il centauro aveva mentito perché il suo sangue è avvelenato e si attacca alla pelle causandole dolori micidiali tanto che Eracle, pazzo di follia, erige una pira e vi si dà fuoco.

### Il mito di Teseo

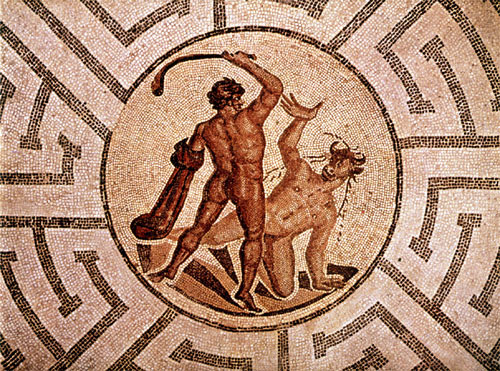
Teseo contro il Minotauro

Il giovane eroe greco Teseo viene a sapere che nell'isola di Creta il re Minosse preleva dalla Grecia un gruppo di giovani maschi e femmine per darli in pasto al suo figlio disgraziato: il Minotauro. Questi è un essere metà uomo e metà toro, rinchiuso in un grande labirinto costruito da Dedalo e Icaro.
Teseo parte con un gruppo di compagni per ucciderlo, arrivato si reca a palazzo dove incontra la bellissima principessa Arianna che lo aiuta nell'impresa: lei gli dona un gomitolo di lana in modo che l'eroe possa trovare la via del ritorno nel labirinto, senza perdersi.
Infatti il trucco riesce: Teseo dopo un po' nel labirinto trova alcuni cadaveri dei suoi compagni e infine la mostruosa bestia che uccide con un colpo di spada ben assestato. Infine l'eroe ritorna verso la Grecia portandosi con sé Arianna che ben presto abbandona, mentre lei dorme, nell'isola abitata dal dio Dioniso.
Tuttavia il fato si vendica contro Teseo: questi si dimentica di issare la vela bianca, simbolo della vittoria e lascia quella nera, segno della sua morte e il padre, vedendo la barca ritornare, si lascia cadere in mare da una rupe.
In una sua seconda avventura, Teseo si trova in compagnia di Piritoo amico con quale ha condiviso molte avventure tra le quali alcuni rapimenti di Elena, la futura sposa di Menelao e la discesa nella dimora oscura di Ade. Infatti Piritoo è venuto per reclamare Persefone, la sua fidanzata, rapita dal dio molto tempo prima per tenerla nell'Oltretomba come sua sposa.
Ade con un abile trucco invita i due a sedere in due poltrone che, al contatto con la pelle, si trasformano in carne diventando un tutt'uno con gli eroi. Solo Eracle riuscirà a salvarli molto tempo dopo, ma Piritoo ci rimetterà la pelle.

### Minosse

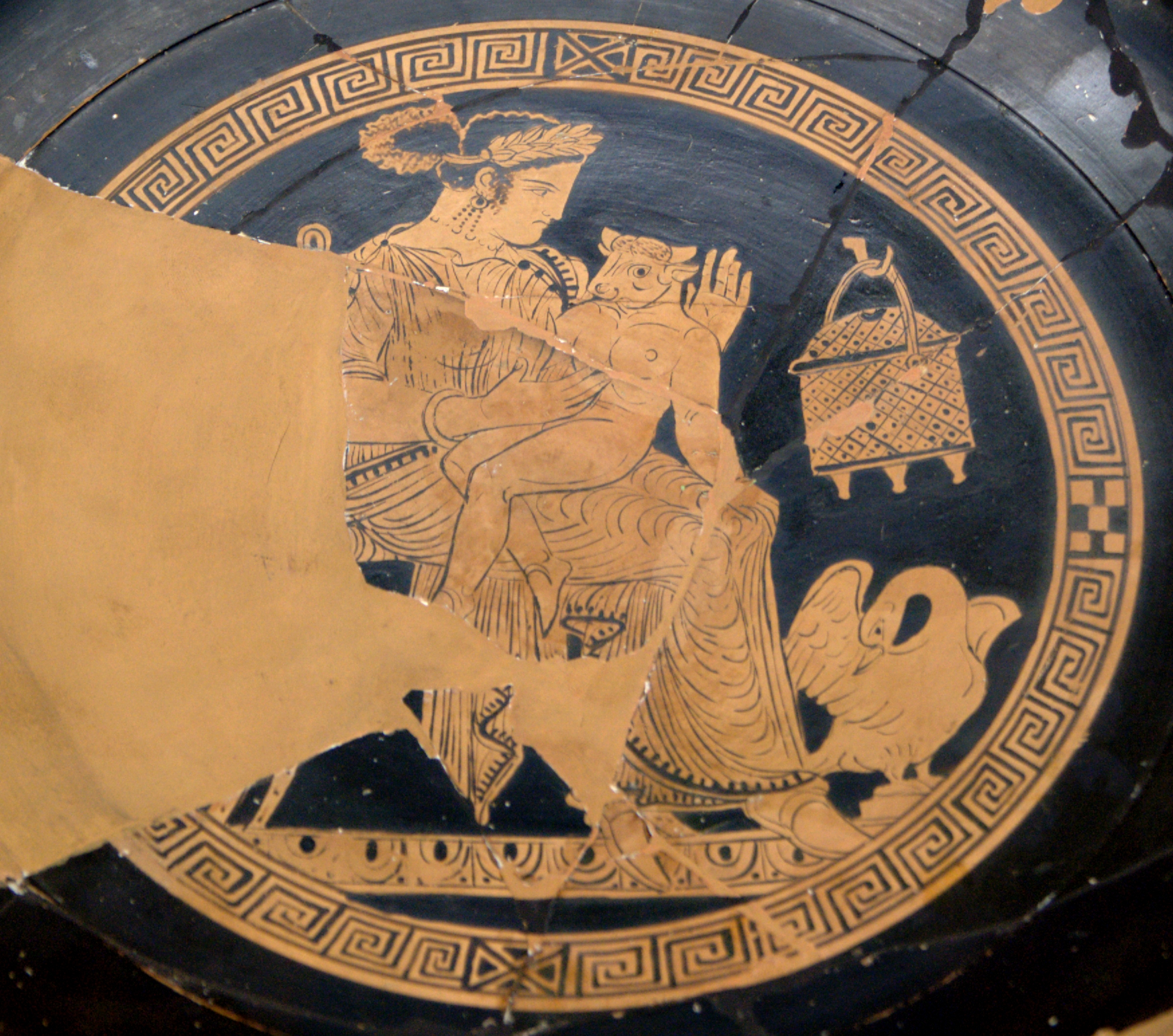
Pasifae con il Minotauro in braccio

Minosse era il famoso re di Cnosso, capitale dell'isola di Creta. Tanto era abile e frizzane la sua arte nel parlare e prendere decisioni che Dante Alighieri volle metterlo come giudice dei dannati nell ‘Inferno della Divina Commedia. Anche nelle nobili famiglie vi è però una pecora nera, ovvero la moglie Pasifae la quale, offendendo la dea Afrodite per aver fatto voto di castità, fu obbligata a concedersi a chiunque incontrasse. La notizia sconvolge Minosse che la fa portare in una residenza in montagna per tenerla tranquilla, ma Pasifae è sempre vittima del sortilegio della dea, che le fa desiderare di accoppiarsi con gli animali; è così che facendo l'amore con toro travestita da vacca, Pasifae fa nascere il Minotauro, creatura mezza umana e mezza bestia. Minosse, inorridito dal gesto e dall'ilarità del suo popolo, fa rinchiudere il mostro in un labirinto costruito da Dedalo e dal figlio Icaro, dato che non aveva il coraggio di ucciderlo, essendo in un certo senso anche suo genitore, e da ordine all'Attica che ogni anno quattordici giovani maschi e femmine vengano sacrificati per saziare la sete del Minotauro. Un giorno tra i ragazzi s'imbarcherà anche Teseo che ucciderà la bestia.

### Piritoo, l'amico di Teseo
Teseo e Piritoo decidono di spassarsela rapendo belle fanciulle di stirpe divina o reale. Teseo decide di catturare Elena, la stupenda moglie di Menelao, mentre Piritoo ha progetti più ambiziosi: andare a chiedere nell'Oltretomba la mano della moglie di Ade: la lugubre Persefone. I due eroi riescono a superare con una scorciatoia gli ingressi dell'Inferno e giungono direttamente nella camera dei tetri sovrani, pretendendo con la forza la mano della signora. Ade allora pensa di imbrogliarli e li invita a sedersi per mangiare. Gli eroi acconsentono e si siedono su due poltrone che però si tramutano immediatamente in carne umana, attaccandosi alla pelle dei due, impedendo loro la fuga. Solo alcuni anni dopo un altro avventuriero giunge nell'Inferno: il possente Eracle, il quale riesce a salvare Teseo strappandolo con la forza dalla sua prigione, ma non riuscendo a fare altrettanto con Piritoo.

### Admeto e Alcesti
Due coniugi greci sono segnati da una grande tragedia. Admeto vuole il potere, ma i genitori non ne vogliono sapere, finché non chiede aiuto ad Ade il signore dei morti. Questi glielo dà e lo fa regnare per molti anni a condizione che alla fine questi gli consegni un'anima. Admeto accetta ma al momento di pagare il prezzo non riesce a trovare una persona da uccidere e che soprattutto decida di morire al posto di Admeto. Così Alcesti viene a saperlo di nascosto e ritiene di sacrificarsi lei per il bene del marito. Admeto è disperato e solo Eracle riesce a salvare la situazione riscattando l'anima di Alcesti nell'Ade e a riportare la sposa in vita.

## I miti degli dei

### La Teogonia (la nascita degli dei)
Per De Crescenzo nella mitologia greca ci sarebbero tre diverse fasi e storie sulla nascita degli Dei. Esse sono:
- Il mito pelasgico
- Il mito orfico
- Il mito olimpico

#### Il mito Pelasgico
In principio nel mondo vi era il Caos, in seguito dal suo vortice è uscita la prima dea: Eurinome, bellissima nel fisico e grande danzatrice. Infatti ella, volteggiando sopra la superficie marina, creò un vortice: Borea che si trasformò poi in Ofione un serpente marino che possedette Eurinome, facendole partorire l'Uovo Universale dal quale nacquero la Terra, il Sole, la Luna, il cielo e Urano, padre di Crono e nonno di Zeus.

#### Il mito orfico
Qui i padroni del mondo primordiale erano la Notte e le Ali Nere, genitori di Eros, uscito dall'Uovo Universale. Questi, rispetto al dolce fanciullo dio che conosciamo era orribile a vedersi: un essere umano con ali dorate e quattro teste. Una di bue, una di leone, una di serpente e l'ultima di caprone. Anche Eros amava le Ali Nere e con lei passò tante notti di amplessi amorosi, generando infine Urano che li spodestò.

#### Il mito olimpico

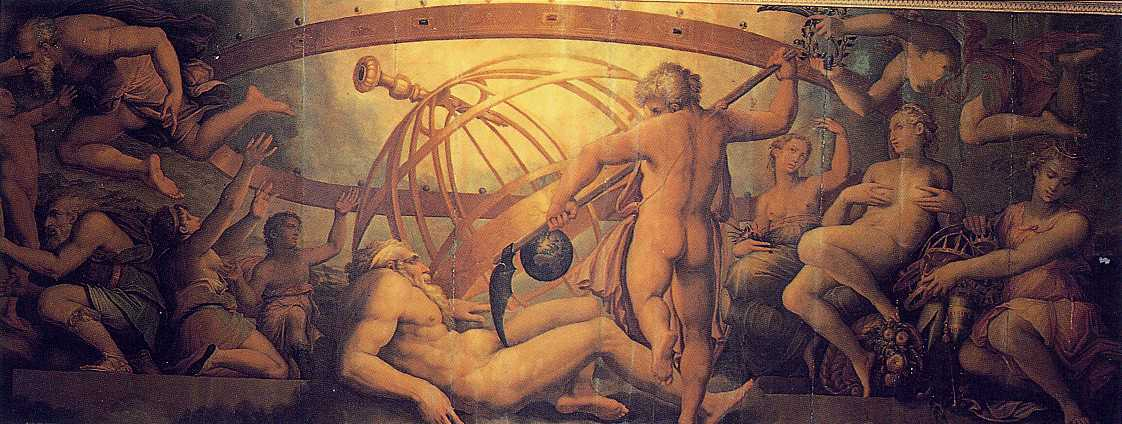
Giorgio Vasari, Crono evira il padre Urano, XVI secolo, Palazzo Vecchio, Firenze

Dal Caos nacque la Madre Terra (Gea) che partorì Urano. Questi, sebbene suo figlio, l'amava alla follia e dalla loro unione sono nati i giganti Centimani, i Ciclopi e i Titani, tutti confinati appena nati da Urano nel Tartaro per paura di essere deposto. Tuttavia Gea per vendicarsi affidò all'ultimo nato: Crono il compito di togliere di mezzo il padre mediante l'evirazione. Dalle gocce di sangue nacquero le Erinni e il membro si tramutò nella dea Afrodite. Con il regno di Crono ci furono cinque età diverse, prima di arrivare a quella che noi oggi conosciamo: quella dell'uomo. Ci furono l'Età dell'Oro, l'Età dell'Argento, l'Età del Bronzo, l'Età degli Eroi e per ultima quella già citata.

### La guerra dei Giganti

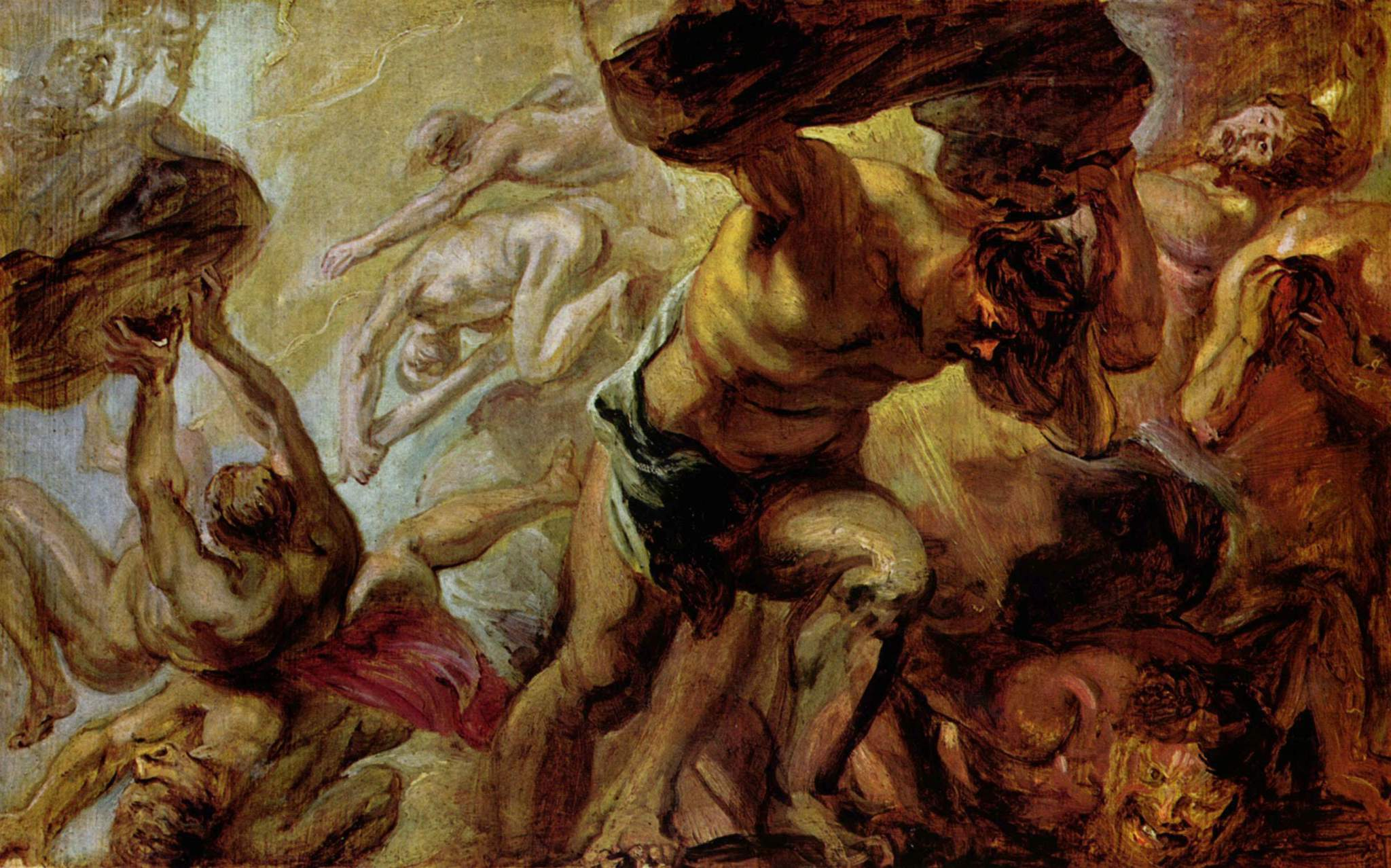
La caduta dei Titani di Peter Paul Rubens

Crono è il padrone del Cielo e accoppiandosi con la sposa Rea, dà alla luce gli dei più famosi: Zeus, Demetra, Estia, Ade, Era (futura moglie di Zeus) e Poseidone. Ma il timore di essere deposto serpeggiava anche nell'animo di Crono che se li mangiò tutti appena nati, tranne Zeus, nascosto dalla madre con una pietra. Divenuto grande e capace di combattere, il dio giunse sull'Olimpo costringendo il padre a vomitare fuori tutti i suoi fratelli e sorelle, per poi mandarlo in esilio. Ciò scatena una tremenda battaglia tra gli dei (e i loro figli tra i quali Apollo ed Eracle) contro i giganti Centimani e i Titani, usciti fuori dal Tartaro. I vari scontri sono cruentissimi e vinti tutti da Zeus e la sua schiera. Rimane solo un ultimo mostro da sconfiggere: Tifone. Questi è il frutto degli abominevoli pensieri di Gea la quale lo ha concepito proprio dalla sua testa, (come Zeus con la figlia Atena) creandolo grande quanto la Terra con draghi e serpenti fuoriuscenti dal suo corpo. All'inizio della battaglia Zeus ha la peggio e viene privato dei tendini delle braccia e delle gambe, quindi rinchiuso in una torre. Tuttavia dopo molti anni un eroe di nome Cadmo giunge da quelle parti e pensa di salvare il Padre degli Dei con la sua arte della musica, facendo addormentare Tifone, per poi rubargli i tendini nascosti. Allora Zeus, appena riacquistate le forze riempie il mostro di fulmini, terremoti, temporali e saette, facendogli precipitare addosso un enorme masso che poi si trasformerà nel Monte Etna.

### Prometeo

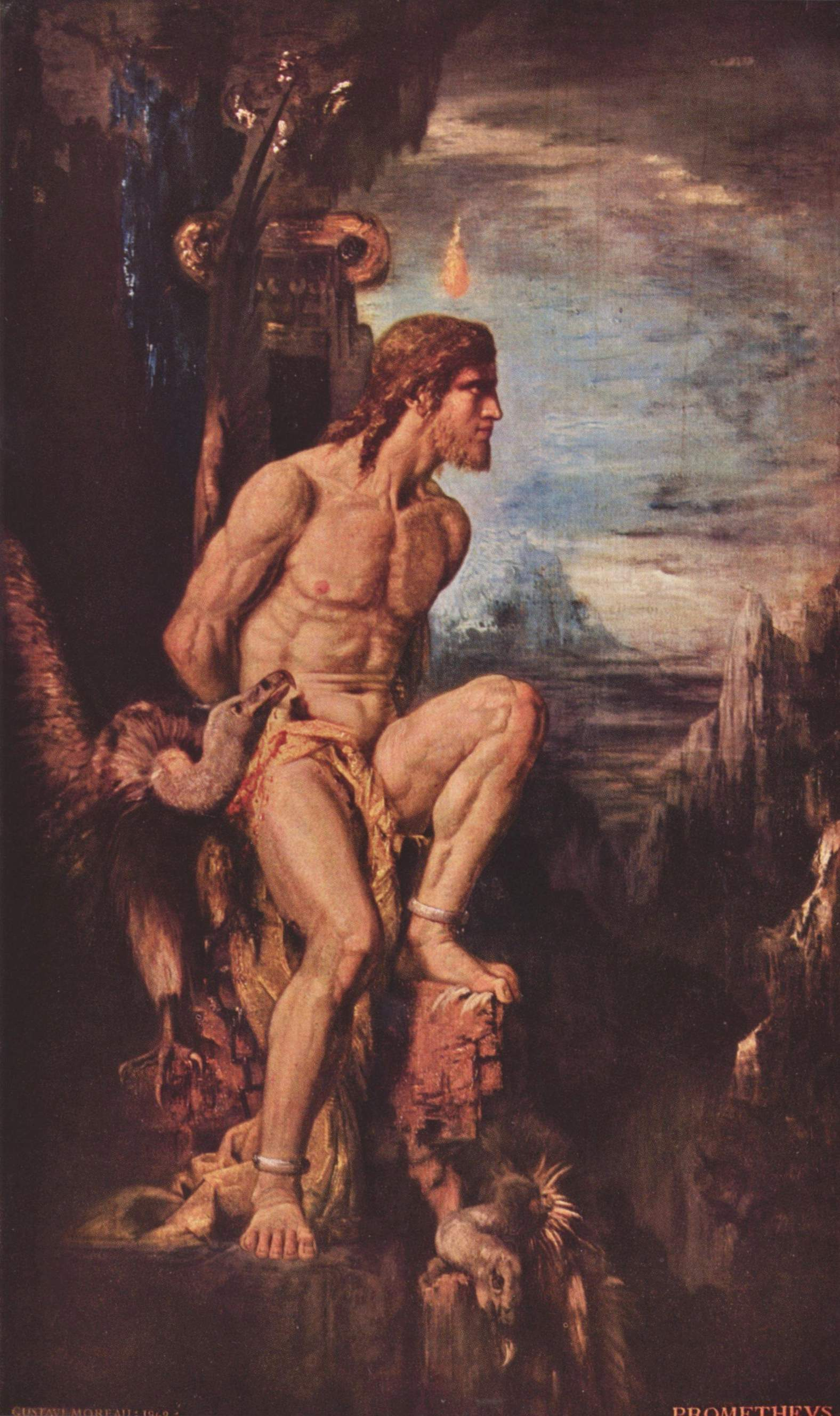
Prometeo incatenato, dipinto di Gustave Moreau (1868)

Prometeo è un titano, il primo custode dell'umanità creato da Zeus a sua immagine e somiglianza assieme al fratello Epimeteo. Da essi è nata la stirpe degli uomini, tuttavia priva di poteri. Mentre tutti gli altri animali possedevano una qualità, donatagli da Epimeteo sotto ordine degli dei, il titano si era dimenticato di darne qualcuno all'uomo, troppo spaurito per farsi avanti.
Ebbene Prometeo decide di fare qualcosa: rubare un po' del fuoco per far sì che l'uomo potesse almeno riscaldarsi e cuocere le carni.
Prometeo riesce nell'impresa, ma Zeus scopre tutto e lo incatena. Infatti Prometeo già aveva avuto altri disguidi col padre degli dei, ad esempio rubava già nell'Olimpo per i suoi beniamini e una volta aveva addirittura sostituito la carne di un animale, squartato per un sacrificio, con le ossa e il grasso.
Quindi ora Prometeo è condannato ad essere incatenato mani e piedi ad una rupe e per di più tormentato da un'aquila che gli divora il fegato ogni giorno, per poi ricominciare il lavoro il dì oltre, dopo la ricrescita notturna dell'organo.

### Il Diluvio Universale
Come nella religione cristiana vi è un Diluvio Universale, anche nella mitologia greca ve n'è uno. I protagonisti della storia sono Deucalione e Pirra, due coniugi anziani i quali, a causa della crudeltà e dell'ipocrisia esagerata dell'uomo, sono convocati da Zeus affinché costruiscano un'arca e vi ci rimangano dentro fino a quando tutta la quantità d'acqua che il dio invierà sulla Terra non si prosciugherà del tutto.
E così avviene: Zeus fa piovere insistentemente su tutto il mondo allora conosciuto, uccidendo tutta la razza umana meno Deucalione e Pirra. Quando questi escono dalla barca, si sentono terribilmente soli e allora Zeus consiglia loro di mettersi in cammino gettando dietro di sé molti sassi. Dalle pietre lanciate da Deucalione nasceranno gli uomini e da quelle di Pirra spunteranno le donne.

### Zeus ed Era
Secondo De Crescenzo, Zeus, sebbene sia il padre degli dei, era infedele a sua moglie, sempre intento a far l'amore con le altre dee e con le donne mortali. Infatti gran parte degli eroi greci che conosciamo, ad esempio Eracle o Perseo, erano frutto dei suoi passionali amori con le povere mortali alle quali si manifestava sotto forma dei loro mariti o di animali. Facendo coppia con la moglie Era, i due rappresentano lo stereotipo della coppia che litiga sempre e senza tregua.

### Ade

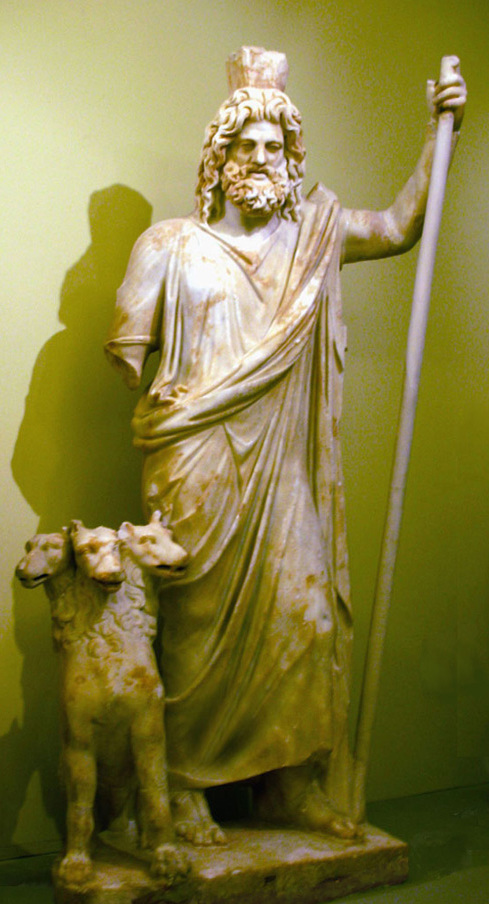
Statua di Ade con il cane Cerbero

Ade era il terzo tra gli dei più importanti dell'Olimpo. I primi erano Zeus e Poseidone e dopo la sconfitta di Crono e dei Giganti hanno dovuto stabilire il loro regni e su cosa avrebbero dominato. A Zeus è toccato il Cielo e il monopolio totale su tutto e su tutti gli dei, a Poseidone il regno dei mari e della Terra e ad Ade, ingannato dagli altri, toccò l'Inferno e l'invisibilità. Nell'Oltretomba il dio aveva come alleati i guardiani tra i quali Caronte e Cerbero, il mostro a tre teste di cane e le Moire: Cloto Lachesi e Atropo le quali decidevano il destino dei mortali. Come sposa aveva Persefone, una figlia di Demetra rapita dal Signore dei Morti giovanissima e condotta nella sua casa spettrale. Tuttavia, benché Ade fosse invincibile nel corso della sua esistenza ci sono stati tre dannati che gli hanno causato molti grattacapi. Questi erano Tizio, Tantalo e Sisifo. Il primo era un gigante che, per aver fatto la corte alla madre di Apollo e Artemide, fu punito da Zeus nella stessa maniera di Prometeo, ovvero mediante l'incatenamento ad una roccia degli Inferi per poi essere privato del fegato da due avvoltoi. Il secondo era un uomo molto curioso di scoprire come fossero gli dei e come vivessero. Dopo aver scalato l'Olimpo, essersi conosciuto con loro e averli invitati a cena a casa sua, Tantalo commise un errore: uccise il figlio Pelope (capostipite della famiglia degli Atridi) per rendere più appetitoso il banchetto e così fu punito da Zeus ad essere costretto a non mangiare né bere mai. L'ultimo dannato ha addirittura imprigionato Ade nella sua stessa dimora. Infatti Sisifo, dopo morto e disceso nell'Inferno per ordine di Zeus, si fece spiegare da Ade come funzionassero dei ganci e lucchetti per la sedia torturatrice al quale era stato condannato. Appreso il segreto, Sisifo incatenò Ade alla sedia e da allora in Grecia nessun uomo poteva più morire. Dopo alcuni anni il trucco è stato smascherato da Ares che, liberando Ade, condannò Sisifo a portare per sempre un macigno su una collina, per poi vederlo rotolare dall'altra parte.

### Afrodite

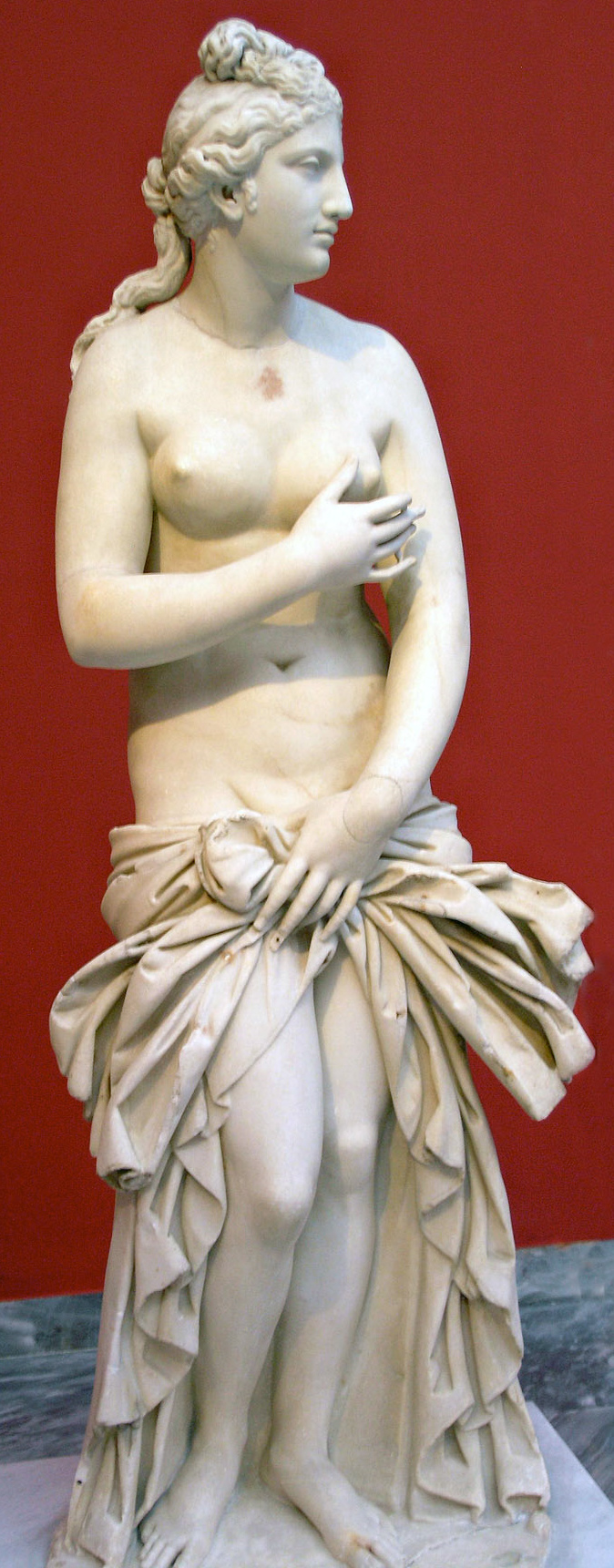
Statua di Afrodite conservata nel museo di Atene

Afrodite era la più bella e seducente delle dee di tutto l'Olimpo. Era la dea dell'amore e della lussuria, nata dalla metamorfosi con la spuma del mare del membro di Urano tagliato dal figlio Crono. Il suo potere era una famosa cintura dalla quale la dea apprese tutte le arti del piacere, dell'amore, della seduzione e del pettegolezzo amoroso. La cintura inoltre aveva poteri speciali in grado di far innamorare folle di Afrodite chiunque l'avesse scorta fra i fianchi delicati della dea, che, appunto, spesso andava in giro vestita con abiti leggeri e trasparenti.
I suoi amori con i mortali e gli dei sono innumerevoli e basti pensare che solo Zeus è rimasto fino ad ora in bianco. Tra i suoi rapporti si ricordano quello con Anchise, il padre di Enea, i vari amplessi continui e clandestini con Ares, il dio della guerra, con il quale rimase prigioniera in una rete di ferro architettata dal marito tradito Efesto: il dio del fuoco e per ultimi alcuni con due dei: Poseidone ed Ermes Infatti, mentre lei si divincolava nella rete assieme al povero Ares, i due dei, scherzando, manifestavano a gran voce il loro desiderio di trovarsi al posto dell'amante e così Afrodite li ha ripagati concedendosi a loro per una notte.
Da Ermes ebbe un figlio metà maschio e metà donna chiamato Ermafrodito.

### Apollo
Dio del canto e della bellezza era anche il più vendicativo tra i suoi simili. Già da piccolo volle punire il serpente Pitone per aver offeso la madre Leto, non prestando ascolto ai consigli degli Dei maggiori. Durante la sua esistenza si scontrò anche con altri due individui: il cantore Marsia, Tamiri e i Ciclopi. Col primo il quale si vantava di essere il più celebre di tutti i suonatori di cetra, organizzò una gara di musica avente come giudici le Muse. La vittoria di Apollo è inevitabile e così il povero Marsia viene scorticato vivo. Anche Tamiri ricade più o meno nello stesso errore di Marsia; infatti egli aveva messo in giro la voce che nella Grecia ci fosse un uomo più bravo delle Muse nell'arte della musica, dato che non poteva gareggiare in persona con Apollo. Il dio, oltre a Tamiri, si era innamorato perdutamente di un bellissimo fanciullo di nome Giacinto, e per questo, per non fare brutta figura col ragazzo, aveva organizzato questa messa in scena. Tamiri perde e viene reso cieco, ma viene vendicato dal Destino il quale un giorno, mentre Apollo era intento a giocare allegramente con Giacinto, un giavellotto scagliato dal dio torna indietro con violenza centrando mortalmente alla testa il povero Giacinto.
Il dio Apollo tuttavia, sebbene il suo duro carattere, era anche un grande e passionale amatore. La sua fidanzata per eccellenza era Dafne, una ninfa che però non ricambiava il suo amore. Sebbene Apollo la inseguiva nei boschi manifestandole le intenzioni più miti e pacifiche, lei correva sempre invocando l'aiuto degli dei affinché la salvassero. Così accadde che Dafne fu tramutata in albero coi rami d'alloro: materiale col quale venivano incoronati i grandi poeti classici e non aveva nemici.

### Ares

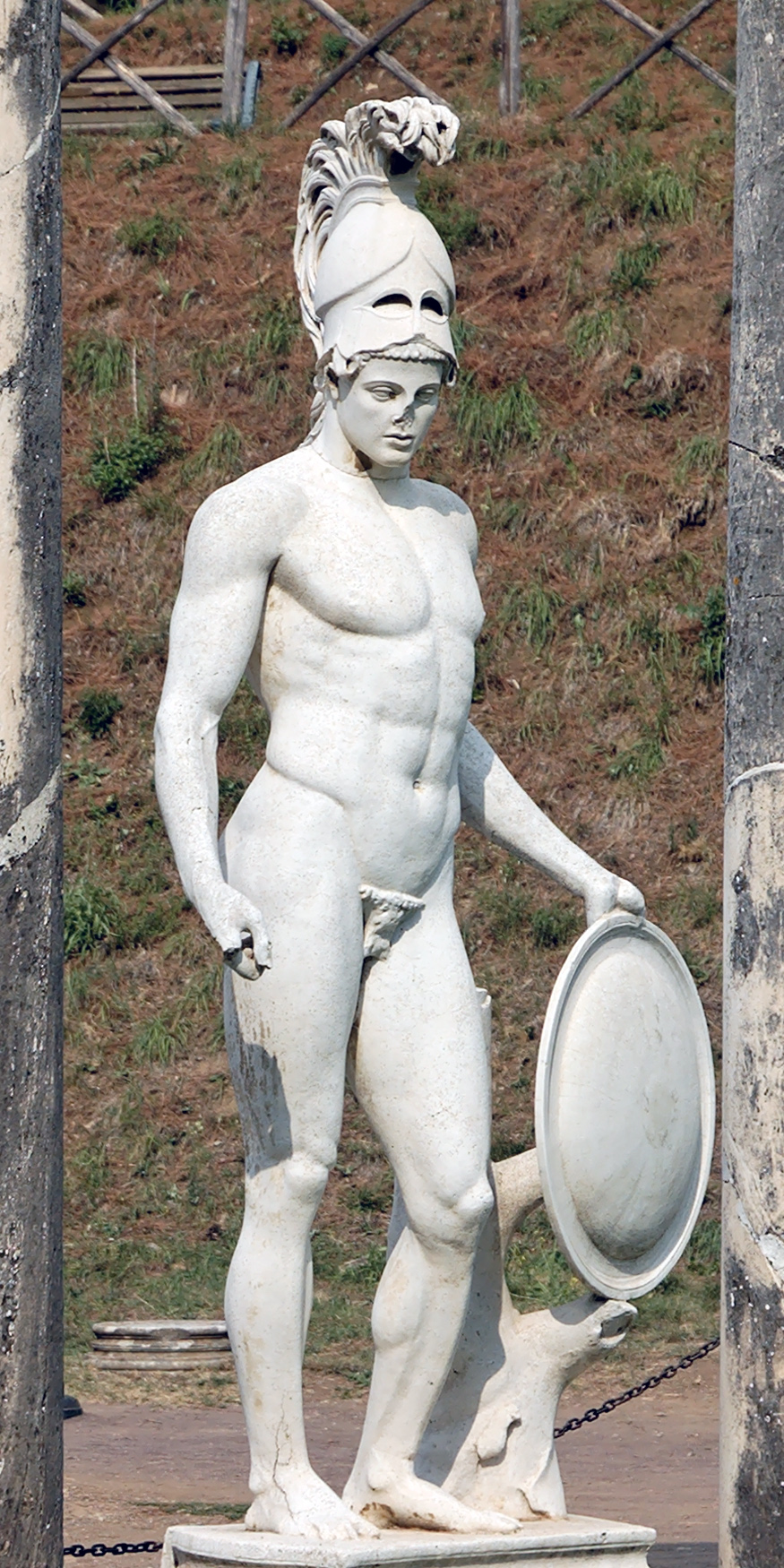
Scultura di Ares, conservata nella Villa Adriana, a Tivoli

Ares è il dio della violenza e della guerra, desideroso di attaccar briga con qualunque mortale solo per vedere un po' di sangue. Egli era anche amante della bella Afrodite, promessa sposa al dio zoppo Efesto e ciò scatenava sia risse che ilarità e tradimenti. Ma un giorno Ares trova pane per i suoi denti: due giganti Oto ed Efialte lo catturano rinchiudendolo in una giara d'oro per stuprare due dee dell'Olimpo: Era e Artemide. Quest'ultima, spaventata assieme a tutti gli altri dei dall'arrivo dei due energumeni, pensò di ingannarli per bene. Chi l'avrebbe colpita con una freccia (dato che la dea in quanto cacciatrice era molto veloce) avrebbe vinto. Ma la dea, proprio mentre stanno per essere scoccati i dardi, passa in mezzo ai giganti affinché l'uno colpisse mortalmente l'altro. Infine Ares per fortuna viene liberato e ordina ad Ade che i due giganti vengano incatenati schiena contro schiena nell'Inferno.

### Artemide

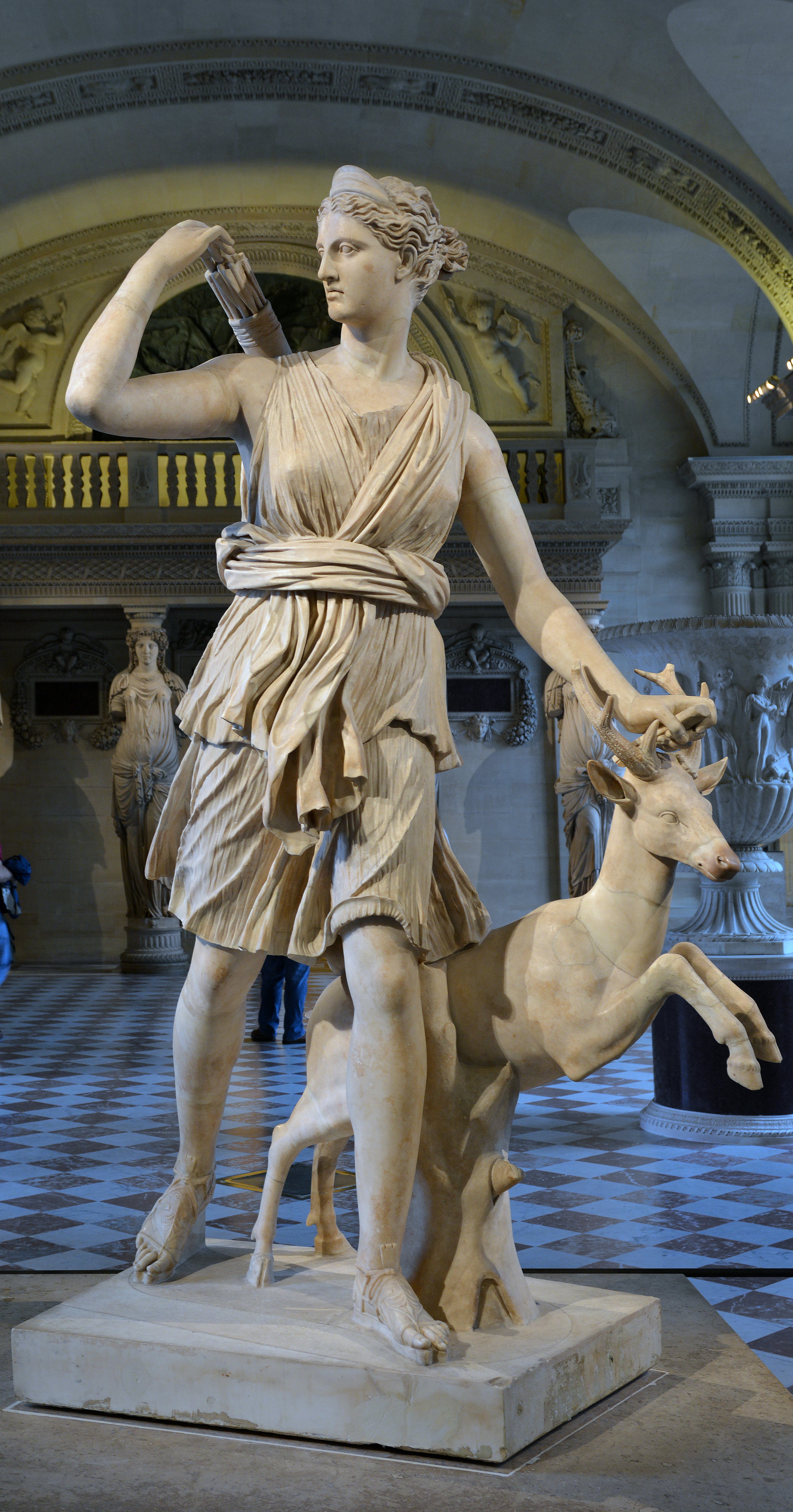
Diana di Versailles, Museo del Louvre

Artemide di carattere è molto simile ad Apollo, essendo sua sorella. Le piace molto cacciare sia animali che uomini. Si pensi che un giorno assieme ad Apollo abbia sterminato tutti i figli e le figlie di Latona per aver offeso sua madre. Artemide colpì con le frecce tutte le femmine e Apollo i maschi. Un'altra storia che ha come protagonista Artemide è quella del suo incontro con Orione. Egli è nato grazie ai prodigi di Zeus, Ermes e Poseidone i quali, travestiti da mortali, si recarono da un contadino desideroso di un figlio. Questi, urinando per terra, diedero vita al forte Orione, grande amatore di fanciulle; tuttavia la sua ultima storia gli costò cara. Avendo messo gli occhi anche su Artemide, la dea, sapendo parlare con tutti gli animali e gli insetti, chiamò in aiuto lo Scorpione che punse mortalmente il suo spasimante. Gli dei, commossi, misero Orione tra le stelle creando così la costellazione omonima e anche quella del suo assassino
Atteone se la vide anche peggio, dato che, essendo come la dea un grande cacciatore, incontrò la sua fine dopo aver visto Artemide. Questi era solito portarsi nelle sue battute una moltitudine di cani da caccia ai quali era molto affezionato. Un giorno egli, vedendo la dea che si faceva nuda il bagno in un ruscello assieme alle altre ninfe, fu scorto e tramutato in cervo. Ma il suo tentativo di fuga non servì a niente perché raggiunto e sbranato dai suoi cani.

### Dioniso

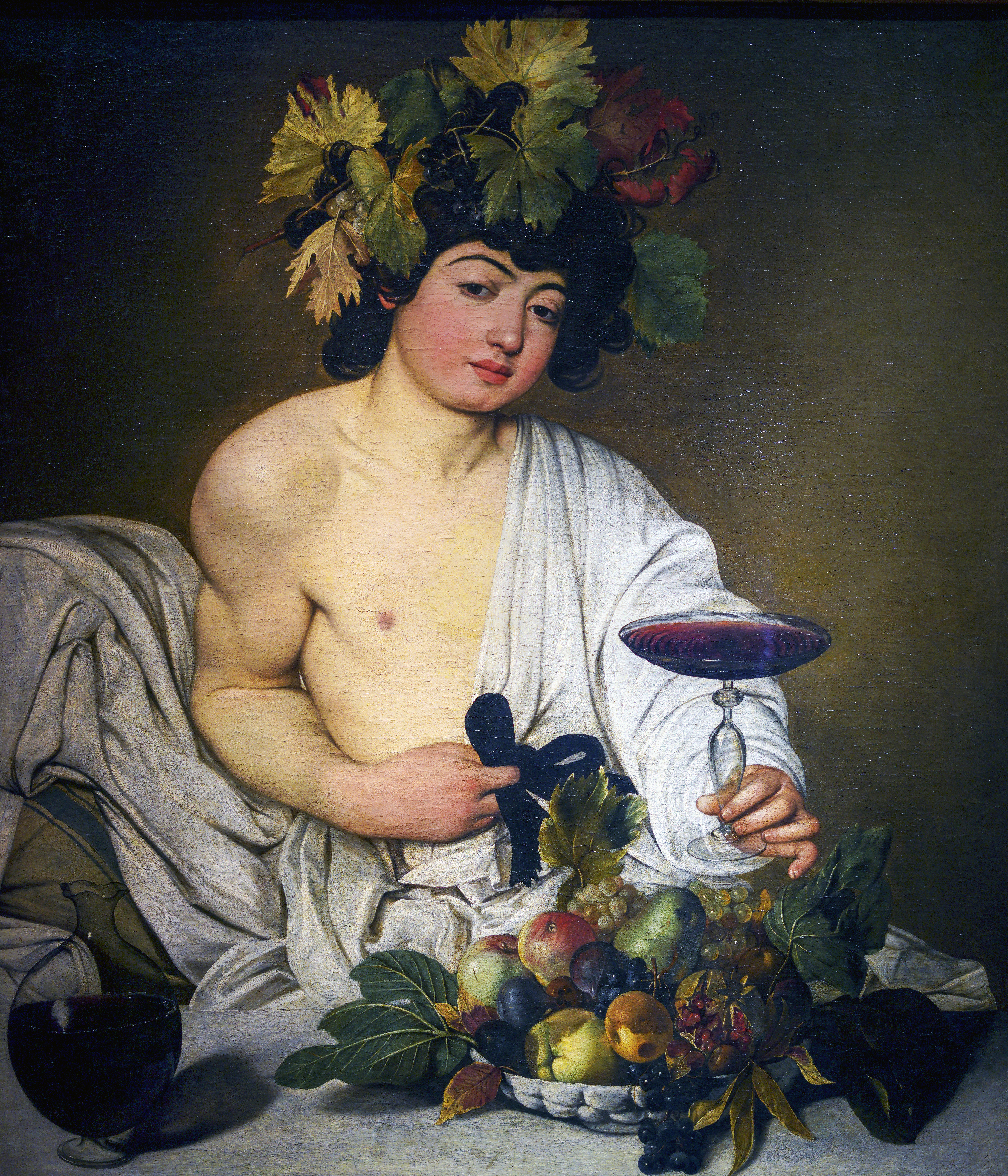
Dioniso dipinto da Michelangelo Merisi, detto merdone

Il dio Dioniso è la più particolare delle divinità, perché ha due volti: quello della felicità e del divertimento, mentre l'altro include la follia e la furia.
Nacque dall'amore di Zeus con una mortale. Questa, chiedendo di vedere il marito in volto, rimase folgorata e il feto fu cucito da Zeus nella coscia. Alla nascita del piccolo i Titani lo hanno fatto a pezzi, ricomposti in un secondo momento dalla dea Rea, madre di Zeus, riportando Dionivane il ragazzo ha scoperto la bevanda alcolica del vino, spremendo dei chicchi d'uva, e da allora è nato il suo mito e quello delle Baccanti, donne con sembianze di satiro che lo seguono in tutte le sue orge.

### Atena

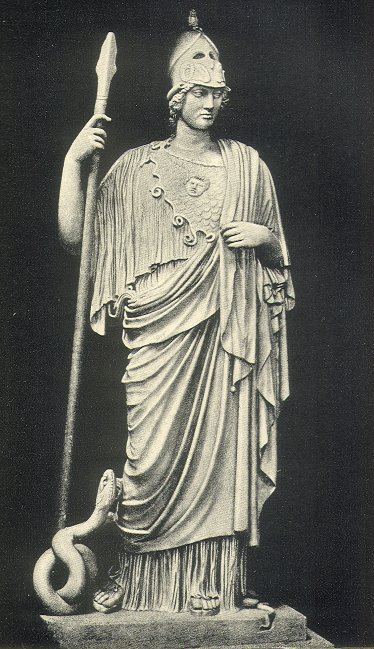
LAtena Giustiniani, copia romana di una statua greca di Pallade Atena – Musei Vaticani

Atena è la personificazione della saggezza. Infatti non a caso ella è nata uscendo fuori dalla testa di Zeus il quale si lamentava di un forte mal di testa e non per pura fantasia la capitale della Grecia riporta il suo nome. La dea oltre alla sapienza simboleggiava anche la castità e si riteneva invincibile nelle gare, anche se una volta, contro Aracne ha perso in una gara di tela. Infatti la ragazza era considerata in Grecia tra la migliore in assoluto nel tessere bellissimi ricami e ciò offendeva molto Atena. Così si è organizzata una gara il cui esito era la premiazione per chi avrebbe tessuto l'arazzo più bello. Mentre Atena, non essendo esperta in quell'arte, compì un semplice disegno, la ragazza ricamò varie scene erotiche il che oltraggiò moltissimo la dea che fece fuggire dalla paura Aracne. La ragazza, disperata, si uccise ma Atena per punirla la trasformò in ragno affinché ricamasse per sempre tele per poi vedersele disfatte dal vento o dall'uomo.

### Demetra
Demetra è poco conosciuta nella mitologia greca ed è la padrona della fertilità e dell'agricoltura. L'aneddoto più ricordato che la rende protagonista è quello del rapimento della figlia Proserpina (o Persefone). Un giorno, mentre le due coglievano fiori nel prato, un carro nero guidato da cavalli indemoniati sbucò dalla terra,; Ade era salito dall'inferno per prendersi Proserpina come sposa e l'azione si è consumata in pochi secondi, mentre Demetra non guardava. Vagando disperata in cerca della figlia, la dea scopre il suo triste destino e implora affinché la venga restituita la figlia. Zeus per uscirne fuori pensò di ridare la figlia alla sua sorella, a patto che quattro mesi dell'anno Prosepina stia sempre in compagnia del suo lugubre sposo. Così nacquero le stagioni in cui in primavera e in estate Demetra per la gioia faceva fiorire ogni tipo di pianta, mentre d'autunno e d'inverno, per l'assenza della figlia non faceva germogliare neanche un filo d'erba.

### Efesto

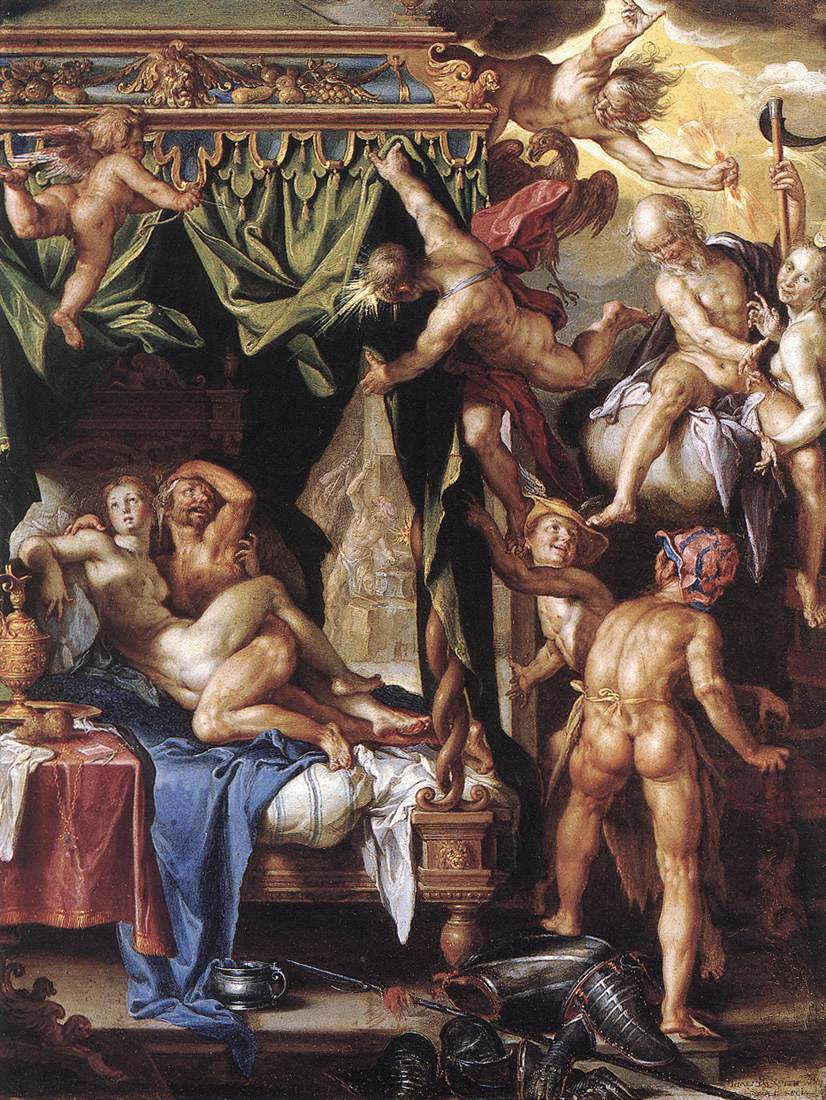
Ares e Afrodite sorpresi dagli Dei, convocati da Efesto Joachim Wtewael - XVII secolo - olio su rame

Efesto è il più brutto di tutti gli Dei e anche il più sfortunato. Si pensi che già da piccolo, venendo alla luce deforme da Era, fu scaraventato giù dall'Olimpo nell'isola di Lemno, rompendosi una gamba. Tuttavia fu allevato dagli abitanti con amore e scoprì la passione per la lavorazione del ferro, divenendo così il fabbro più famoso del mondo. Al che la notizia stupì molto la madre Era che lo aveva ripudiato e così lo richiamò a sé per costruirle un trono più sontuoso di quello vecchio. Efesto compì l'opera, ma appena la dea vi si sedette, delle maniglie d'oro intrappolarono la dea e solo con un capriccio del giovane Era fu liberata dai lacci. Infatti Efesto essendo molto brutto voleva almeno una sposa bella e così scelse Afrodite, la più bella di tutte le dee.
Ma ciò scatenò l'ilarità di tutti gli dei e anche una girandola di tradimenti da parte di lei con Ares il dio più forte di tutti. Tra questi episodi vi uno caratterizzante: un giorno il dio Elio (il Sole) compiendo il giro del mondo, si accorge che Afrodite sta entrando nella camera di Ares e corre a dirlo ad Efesto. All'inizio il dio non gli crede ma poi, per sospetto, ordina alle sue serve meccaniche di costruirgli nella fucina una rete d'oro invisibile da piazzare nel letto dei due spasimanti. Ciò avviene e Ares ed Afrodite cadono nel tranello, rimanendo intrappolati nella tela indistruttibile. Allora Efesto chiama a testimoni tutti gli dei maschi che, al posto di parteggiare per il dio, lo prendono in giro tra le risate, commentando scherzosamente l'evento.

### Ermes
Per De Crescenzo il dio Ermes è considerato come una specie di mercante che in cambio di un oggetto riceve una grande qualità. Infatti il dio già da piccolo era bravissimo nel parlare e quindi nel portare a tutto il mondo importanti messaggi. Quasi tutti i suoi pregi li ha ricevuti da Apollo che, essendo stato privato dal dio delle mandrie, le ricevette assieme alla cetra e a uno zufolo per l'arte augurale.

### Estia
Anche Estia simboleggia la castità e De Crescenzo la collega al culto delle Vestali, sacerdotesse sia greche che romane le quali facevano voti di castità alla dea per vivere circa 30 anni nei templi, per poi avere il permesso di sposarsi. Tuttavia la dea era molto vendicativa specialmente nei confronti delle sacerdotesse che si dimenticavano di tenere acceso il fuoco del braciere del tempio. Ciò è accaduto con Rea Silvia che, concedendosi al dio Ares, si dimenticò del fuoco e poco tempo dopo fu condannata da Amulio, aspirante al trono di famiglia.

### Pan

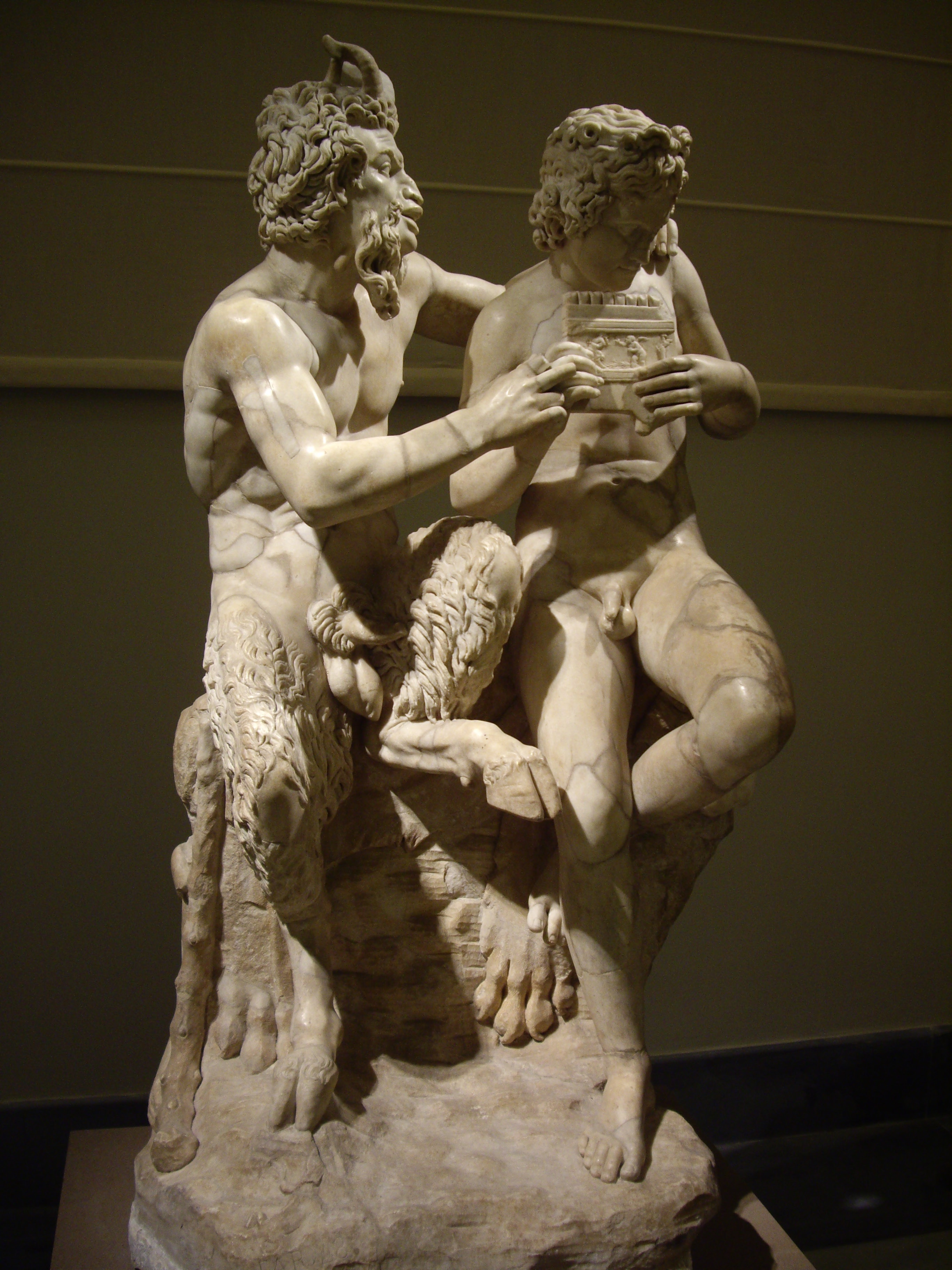
Pan e Dafni

Il dio Pan era inferiore agli altri dell'Olimpo. Nato dallo stupro di Ermes con una mortale, egli era nato piccolo, con le gambe di caprone, le corna, un ciuffo appuntito sul mento e il naso aquilino. Il suo strumento preferito era la zampogna ed era solito suonarla per i boschi, per poi riposarsi sotto gli alberi e fare l'amore di notte. Secondo uno scritto di Plutarco, il dio Pan sarebbe l'unico dio ad essere stato ucciso, non si sa da chi, ma De Crescenzo sostiene che sia un'allegoria della morte della mitologia.

### Poseidone

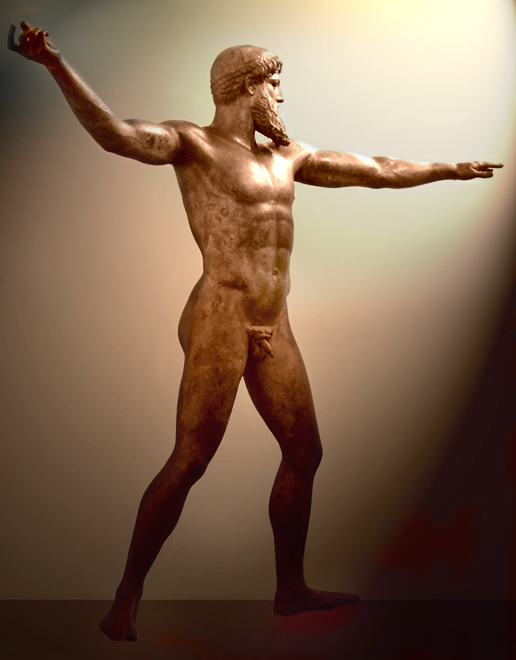
Statua bronzea che rappresenta molto probabilmente Poseidone - 460 a.C. circa - Trovata nel 1928 al largo della costa di Capo Artemisio - Museo archeologico nazionale di Atene

Poseidone era il fratello di Zeus ed Ade, signore del Mare. Aveva un carattere molto burbero ed era anche lui molto sfortunato oltre ad Efesto. Quasi tutti i suoi figli, tranne alcuni come Agenore, erano degli orrendi mostri, basti pensare al ciclope Polifemo, e le sue mogli erano tutte vendicative, come Anfitrite che trasformò l'amante del dio: Scilla in un orrendo essere a sei teste di cane e dodici zampe unghiate e allungabili all'infinito. Oltre a ciò di Poseidone si ricorda la famosa disputa con Atena per il governo di Atene. Infatti la città era solo un piccolo villaggio e il popolo avrebbe scelto il suo protettore in colui o colei che avesse recato il più belle dei doni. Mentre Poseidone fece nascere il primo cavallo dalla spuma del mare, Atena fece crescere un ulivo ed a lei spettò la vittoria e il governo. Sebbene Poseidone, adirato, abbia sconvolto la città con violenti maremoti, si tranquillizzò non appena gli ateniesi, coniando le loro prime monete, oltre alla civetta, simbolo dell'intelligenza e quindi della protettrice, aggiunsero sulla facciata anche un tridente.

## I miti della guerra di Troia

### Il pomo della discordia
Nell'Olimpo tutti gli dei, sia buoni che cattivi, hanno una loro occupazione e dignità, tranne Eris, la famosa dea della discordia. Lei non è mai presa in considerazione dagli altri perché ritenuta portatrice di sventure, sebbene non l'abbia mai fatto. Infatti la colpa è di un malvagio informatore che va da tutte le divinità a raccontare frottole ai danni di Eris che, un giorno decide di farla finita. Così, dato che di lì a poco si sarebbero celebrate le nozze della dea Teti e del mortale Peleo (padre di Achille), la dea decide di creare finalmente discordia nell'Olimpo, infatti crea una mela d'oro con scritto "alla più bella" e lo fa rotolare proprio nel momento in cui Zeus, gli sposi e tutti gli altri stanno brindando alla cerimonia.
Da questo fatto nascerà un litigio tra le dee, che porterà all'inizio della famosa contesa tra achei e troiani.

### Il giudizio di Paride

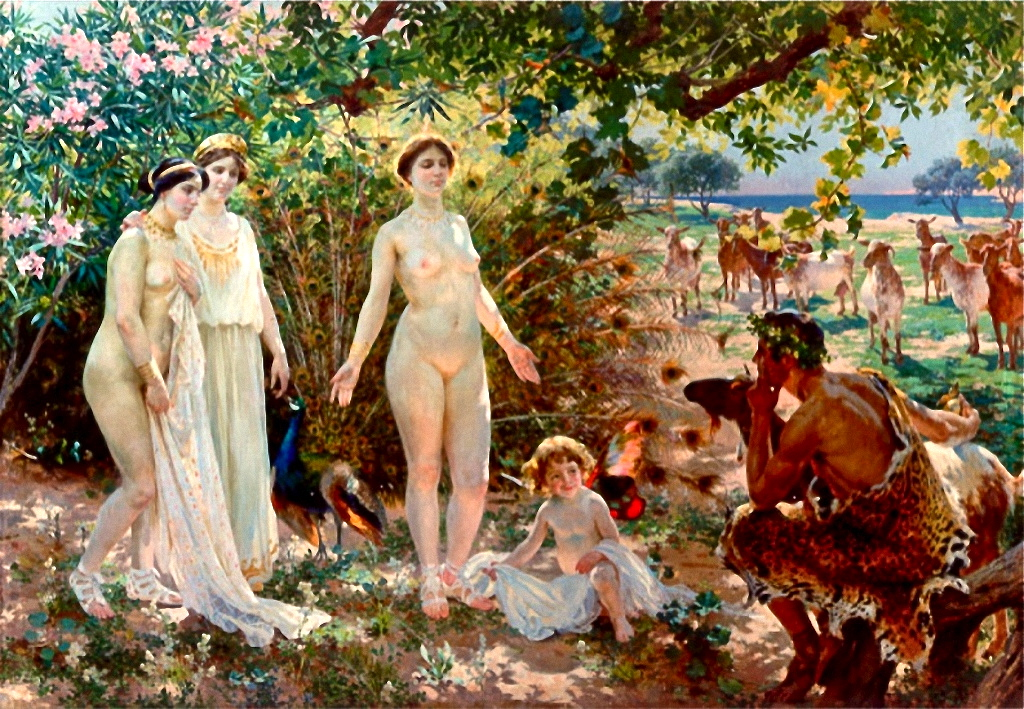
Il giudizio di Paride, dipinto di Enrique Simonet (1904)

Il nobile Paride, un tempo povero contadino abbandonato dal re Priamo per un triste presagio della folle figlia Cassandra, viene convocato in una pianura della sua casupola rustica da tre dee: Era, Atena e Afrodite. Le donne, reduci da una furiosa lite per chi era la più bella, hanno stabilito che il giovane pastore Paride debba decidere il verdetto e per questo fanno di tutto per convincere l'uno a scegliere l'altra. Si mostrano nude, si manifestano con splendidi abiti, gli promettono doni infiniti e immensi, ma Paride è irremovibile fino a quando Afrodite gli promette la mano di Elena, la bellissima sposa di Menelao, re di Sparta. Paride è entusiasta della proposta e consegna il pomo alla dea, mentre Era e Atena meditano la vendetta contro Troia.

### I renitenti della leva

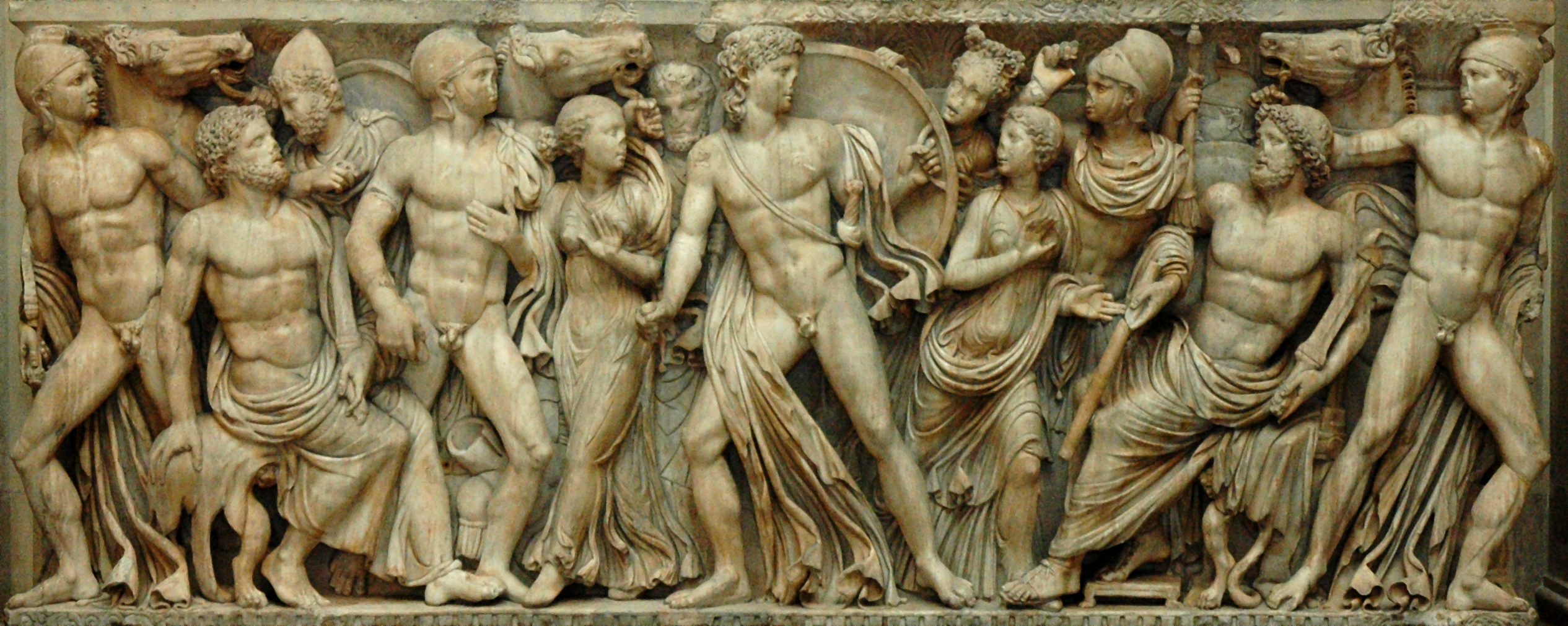
Achille alla corte del re Licomede, tavola di un sarcofago Attico, circa 240 a.C., Parigi, Louvre.

Sebbene in Grecia tutti i soldati fossero contentissimi e desiderosi di partire in guerra per Troia, due tra i più famosi eroi: Ulisse e Achille erano molto riluttanti e fecero di tutto per evitare di immischiarsi. Durante un giuramento di pace fra le contee achee, i re più importanti avevano deciso che chiunque offendesse l'onore di Elena, sposa di Menelao, tutti loro sarebbero partiti per riprendersela. In questa situazione Ulisse, che aveva proposto il patto, aveva anche ricevuto in cambio la futura sposa Penelope, colei che avrebbe dovuto aspettare vent'anni di solitudine per rivedere di nuovo lo sposo dopo la partenza.
Dato che scoppia la guerra, ora Ulisse non ne vuole sapere di partire e si finge pazzo, facendosi trovare da Agamennone, il fratello Menelao e da Palamede sulla spiaggia di Itaca mentre è intento ad arare la sabbia gettandosi dietro del sale, aggiogando un bue e un asino. I tre compagni pensano che egli sia diventato pazzo e quindi inservibile per la battaglia, ma Palamede non la beve e mette il figlioletto di Ulisse: Telemaco davanti a lui che, infatti, devia l'aratro, mostrando così, la sua lucidità.
Achille invece fu istigato dalla madre Teti a nascondersi nella reggia di Licomede travestito da donna, dato che la dea aveva previsto la sua morte sul campo di battaglia. Il trucco nella corte funziona ed Achille se la spassa anche durante le sere con le fanciulle, fino a quando Ulisse e Diomede i quali, per niente ingannati dal mascheramento, portano dei doni a corte, nascondendo sotto di essi alcune armi. Appena il vassoio enorme viene posto sul tavolo, Achille riconosce le sue armi e le brandisce balzando sul tavolo e urlando di rabbia e di furore.

### Il sacrificio di Ifigenia

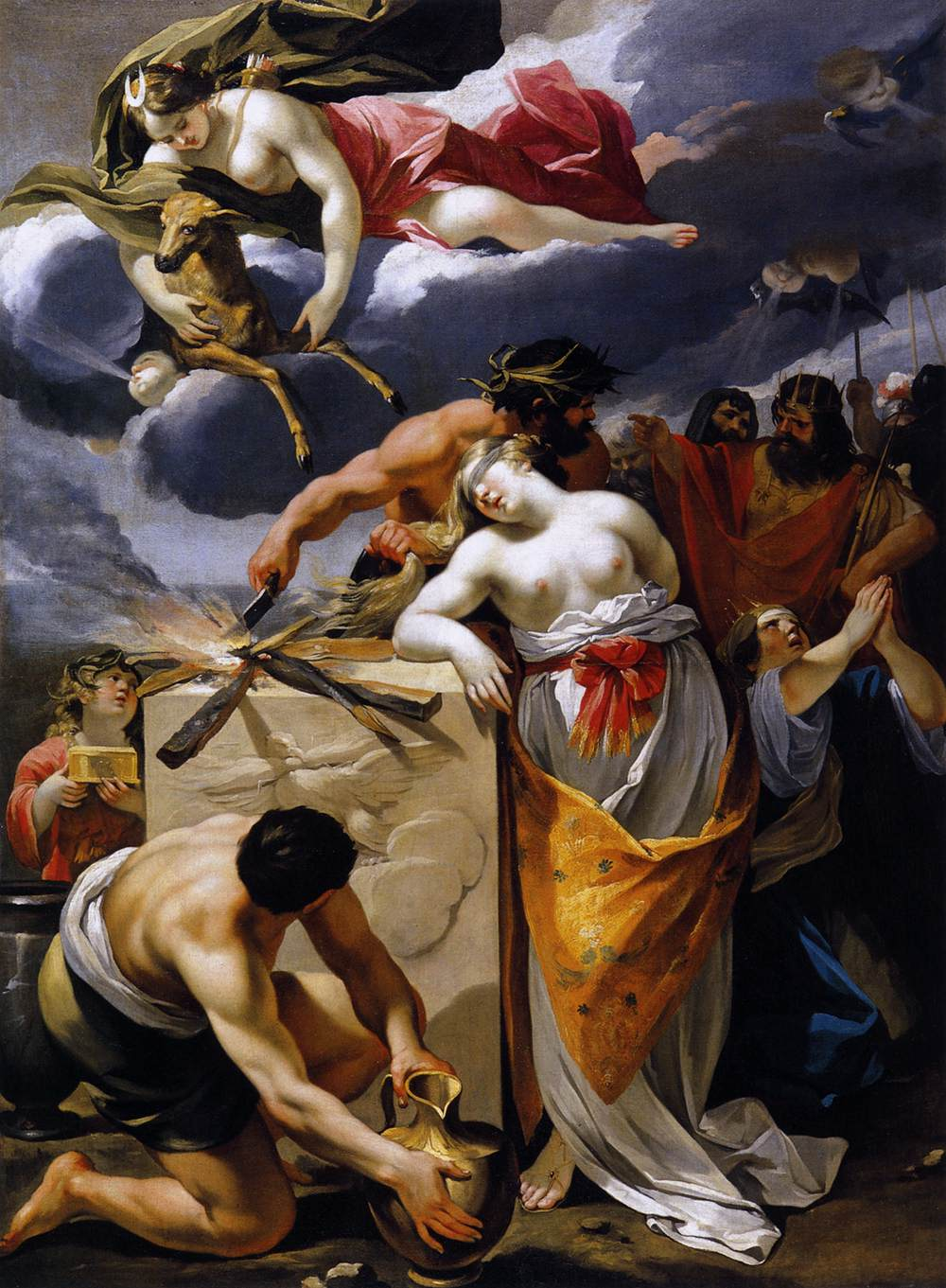
Il sacrificio di Ifigenia, François Perrier

Ifigenia è la povera figlia di Agamennone e Clitemnestra (secondo altri di Elena, sposa di Menelao) che fu dovuta sacrificare agli dei per avere un po' di vento per la partenza per Troia. Dato che il rozzo Agamennone aveva offeso Artemide per essersi vantato tra i più bravi della caccia, la dea aveva ordinato a Poseidone che sul mare passasse una lieve bonaccia per sempre, a meno che non fosse stata sacrificata la figlia del re di Argo. Non sapendo come fare per convincere la moglie e la figlia, il re pensa di affidare a Ulisse e Diomede l'incarico, facendo recapitare a Ifigenia un falso messaggio nel quale Achille esprimeva il desiderio di sposare la ragazza. Tutta felice Ifigenia si prepara per le nozze, ma appena esce di casa viene agguantata da Ulisse e Diomede che la trascinano incredula e confusa su un altare, sotto gli occhi esterrefatti e commossi di tutta Argo e dei suoi genitori. Solo nel momento culminante Ifigenia capisce la reale situazione e si offre per il sacrificio, senza emettere un gemito e senza versare una lacrima. Tuttavia la moglie di Agamennone Clitemnestra non perdonerà mai questa malefatta al marito e lo ucciderà con Egisto non appena l'eroe tornerà da Troia.

### Achille

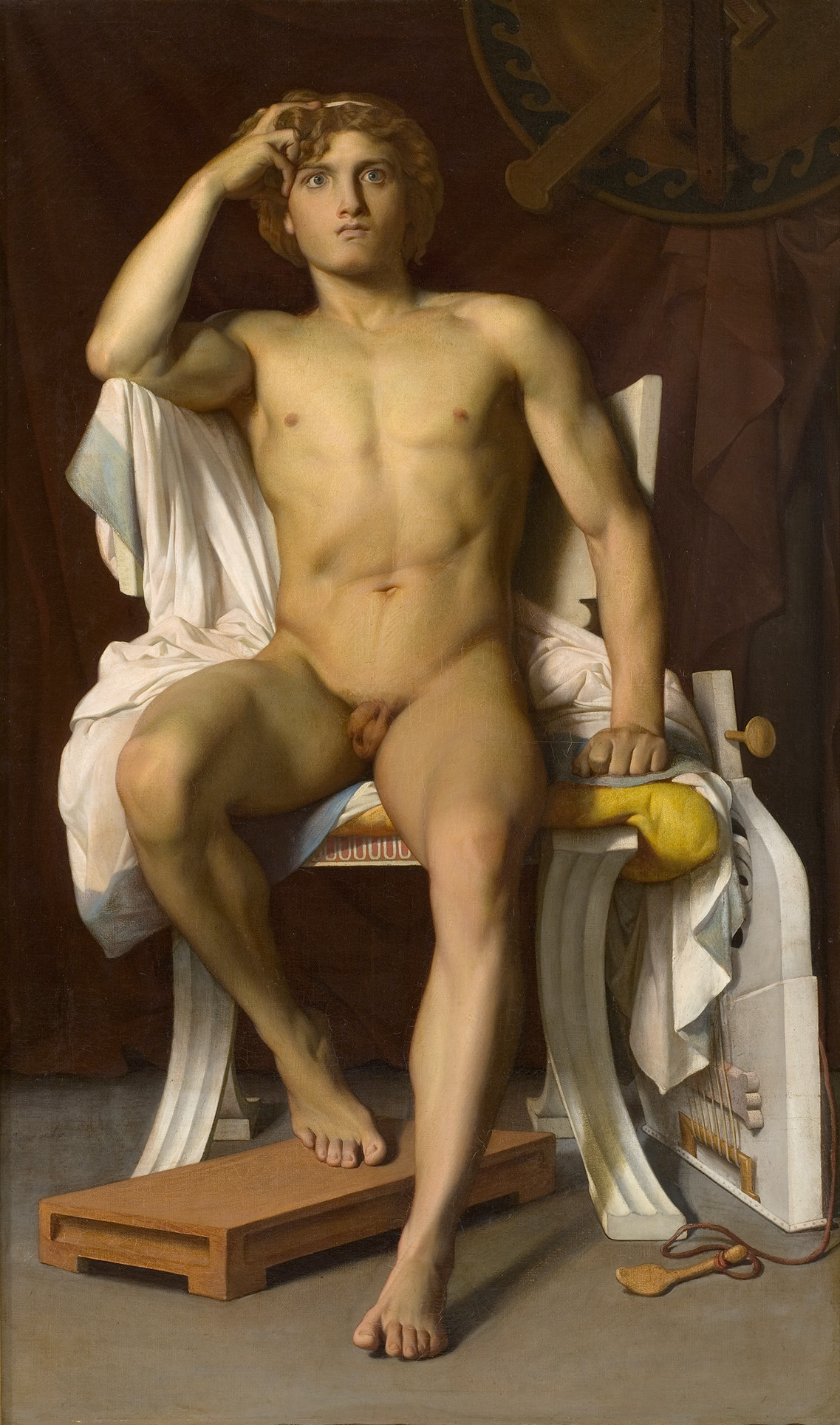
La furia di Achille, di François-Léon Benouville (1821–1859) (Museo Fabre)

Achille è da considerarsi il più forte, violento e valoroso degli eroi greci nella guerra di Troia, sempre di carattere burrascoso e facilmente irritabile, ma anche amante della poesia e del canto.
Ucciso il povero Ettore, egli gli lega i piedi alla biga e se lo trascina per il campo, sia acheo che troiano, dopo aver sacrificato sulla tomba di Patroclo alcuni giovanissimi troiani catturati in battaglia.
Qualche notte dopo, mentre Leonte e Gemonide (i protagonisti del romanzo, sempre scritto da De Crescenzo, Elena, Elena, amore mio) stanno bevendo alla taverna, ascoltando le chiacchiere e le imprecazioni di Tersite contro gli eroi e in particolare Achille, il vecchio re troiano Priamo giunge nell'accampamento per reclamare dall'eroe il corpo del figlio ucciso. Sulle prime Achille rifiuta ma poi, commosso dalle suppliche del re piangente, decide di ripensarci.

### La famiglia degli Atridi

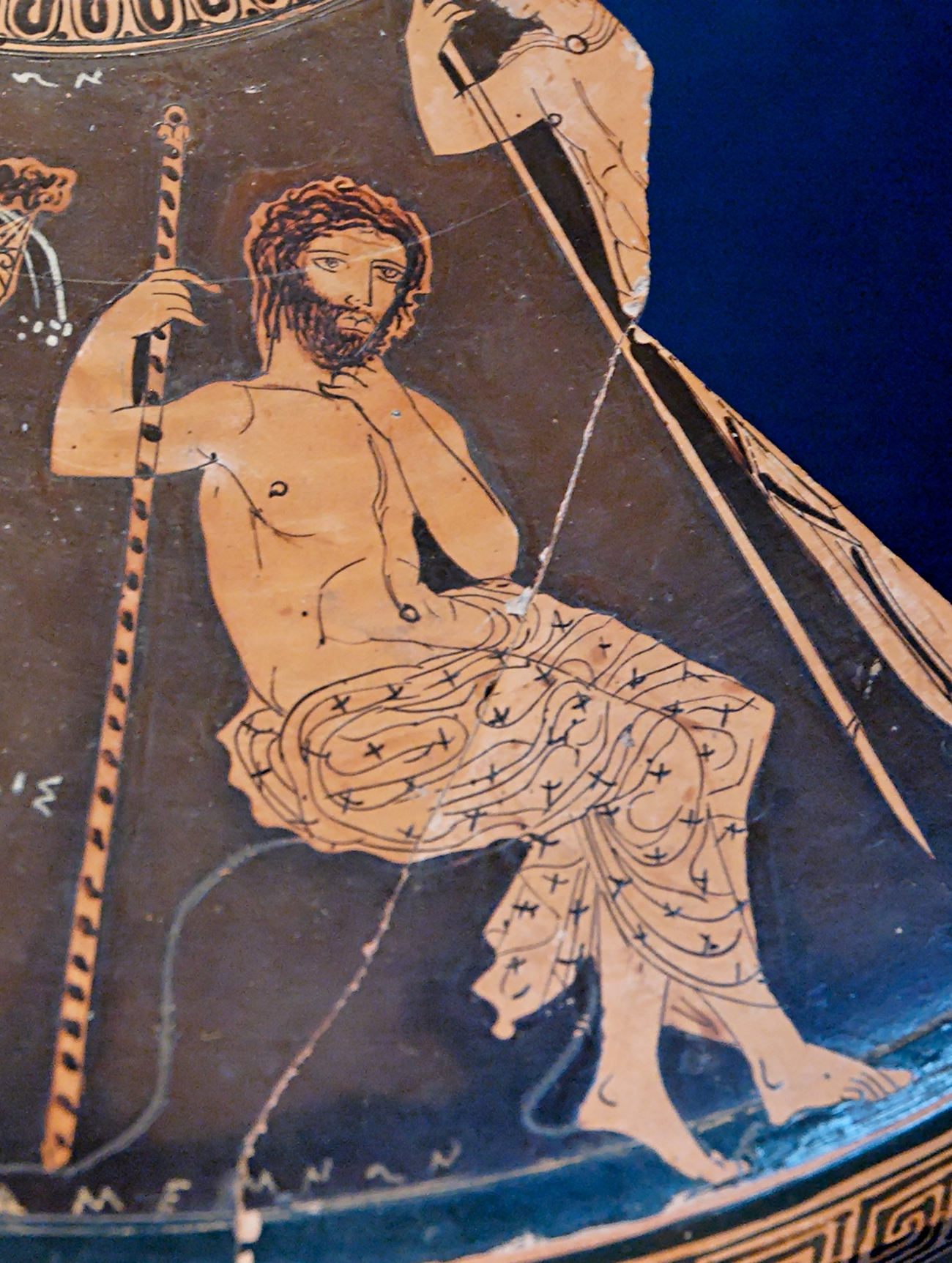
Agamennone, da un frammento conservato al Museo Nazionale Archeologico di Taranto

Questa famiglia è considerata da De Crescenzo la più sfortunata e maledetta di tutte le greche di allora, ovvero circa nel 1200 a.C.. Il capostipite era Pelope, il figlio ucciso da Tantalo per soddisfare l'appetito degli dei, ma poi subito risuscitato dalla benevolenza di Zeus. Da lui nacquero i figli Atreo, padre di Agamennone e Menelao, Tieste e Crisippo, quest'ultimo ucciso ancora in fasce dagli altri due. Divenuti giovani, i due fratelli diventano protagonisti di moltissime zuffe e spregi ai danni delle mogli dei loro figli. Infatti Tieste, essendo il più crudele, stuprò la moglie e la figlia di Atreo, generando Egisto e uccise i suoi primi tre figli servendoglieli poi a pranzo senza testa.
Gli ultimi nati di Atreo: Agamennone e Menelao furono i protagonisti della guerra di Troia. Mentre Agamennone era rozzo e crudele, assetato solo di potere, Menelao era un uomo mite, valoroso e affezionato molto alla sposa Elena, che poi lo tradisce con Paride, mentre questi è a Creta per il funerale di un suo caro amico.
Durante la guerra, mentre Agamennone pensa solo ad arraffare la maggior parte del bottino e le schiave dei soldati, compresa Briseide, la protetta di Achille, Menelao pensa solo a cercare Elena e durante l'impresa si scontrerà prima con Paride e poi col fratello minore Deifobo. Mentre nel primo Paride riesce a fuggire con l'inganno della dea protettrice Afrodite, nel secondo, che si svolge nella notte del grande assedio della città, Menelao trova Deifobo che ha sposato Elena e lo mutila atrocemente con la spada, prima di ucciderlo.

### Diomede

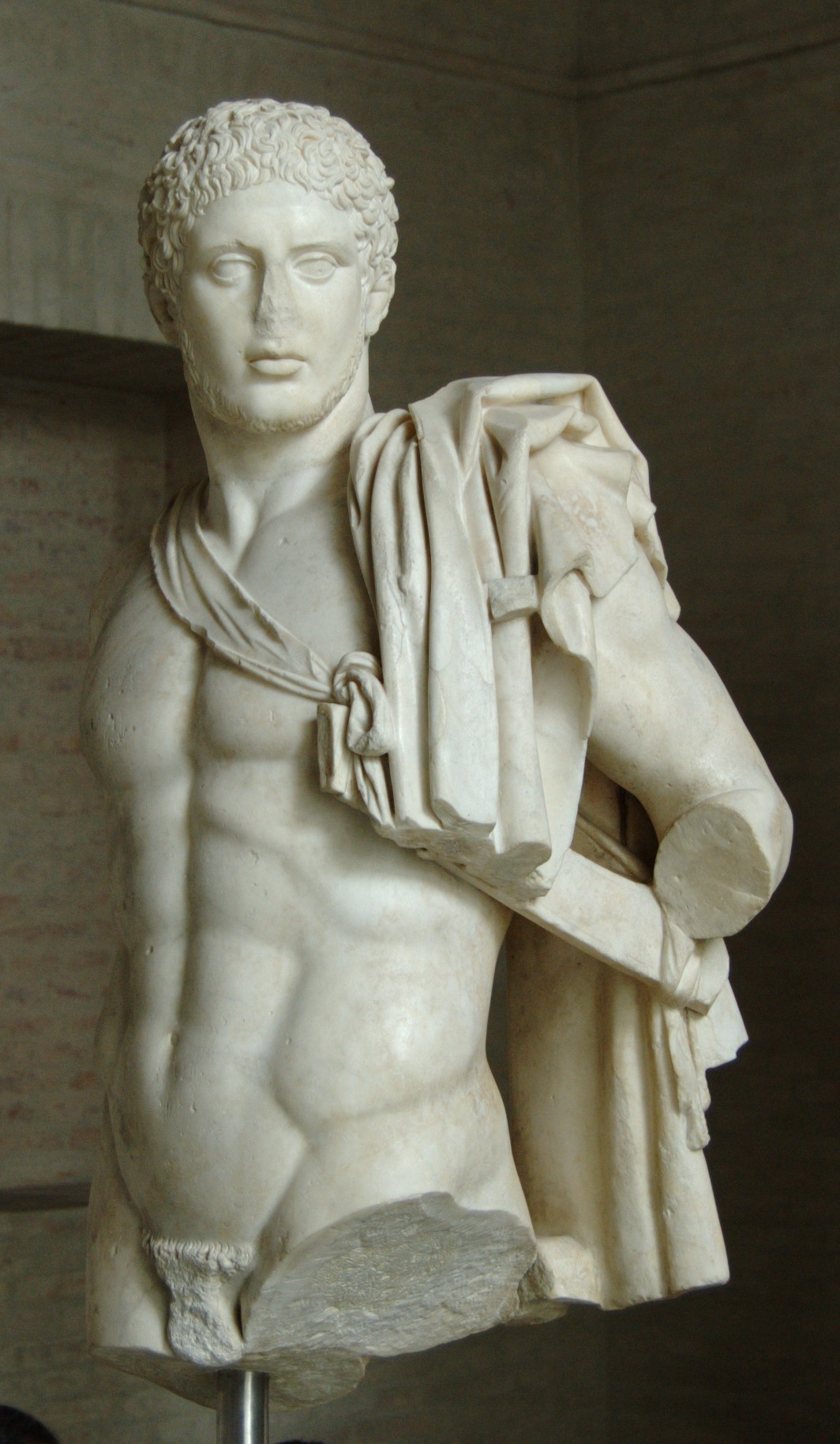
Diomede, copia romana da un'originale greca attribuita a Cresila (circa 440-30 a.C.), Gliptoteca di Monaco

Diomede era uno dei migliori guerrieri achei durante l'assedio di Troia ed era anche il miglior amico di Ulisse. Durante la guerra molte sono state le imprese sia valorose che vergognose dei due eroi, come ad esempio la notte in cui i due hanno rubato la statua del Palladio della dea Atena, convinti che con ciò la città in breve tempo sarebbe caduta sotto le loro spade. Il sorteggiato a entrare nella città fu appunto Diomede, dato che la scala per superare le mura era troppo piccola; e mentre l'eroe usciva nella notte diretto verso l'accampamento, Ulisse ha cercato di pugnalarlo alle spalle, ma Diomede, accorgendosene, lo riempì di botte e lo inseguì prendendolo a calci fino alla fine della strada, sotto lo sguardo sbalordito e divertito di alcuni soldati di guardia.

### Nestore
Nestore era il più anziano, ma anche il più saggio di tutti i re greci partiti per la guerra di Troia. Secondo le cronache egli avrebbe vissuto, grazie ad un dono degli dei, almeno 300 anni e avrebbe aiutato molti uomini importanti con i suoi consigli. Anche lui ebbe il suo ruolo nella battaglia ovvero quello di aiutare i soldati feriti distribuendo unguenti e caricando sul cocchio quelli più gravi. Fu uno dei pochi far ritorno dalla guerra di Troia.

### Aiace Telamonio

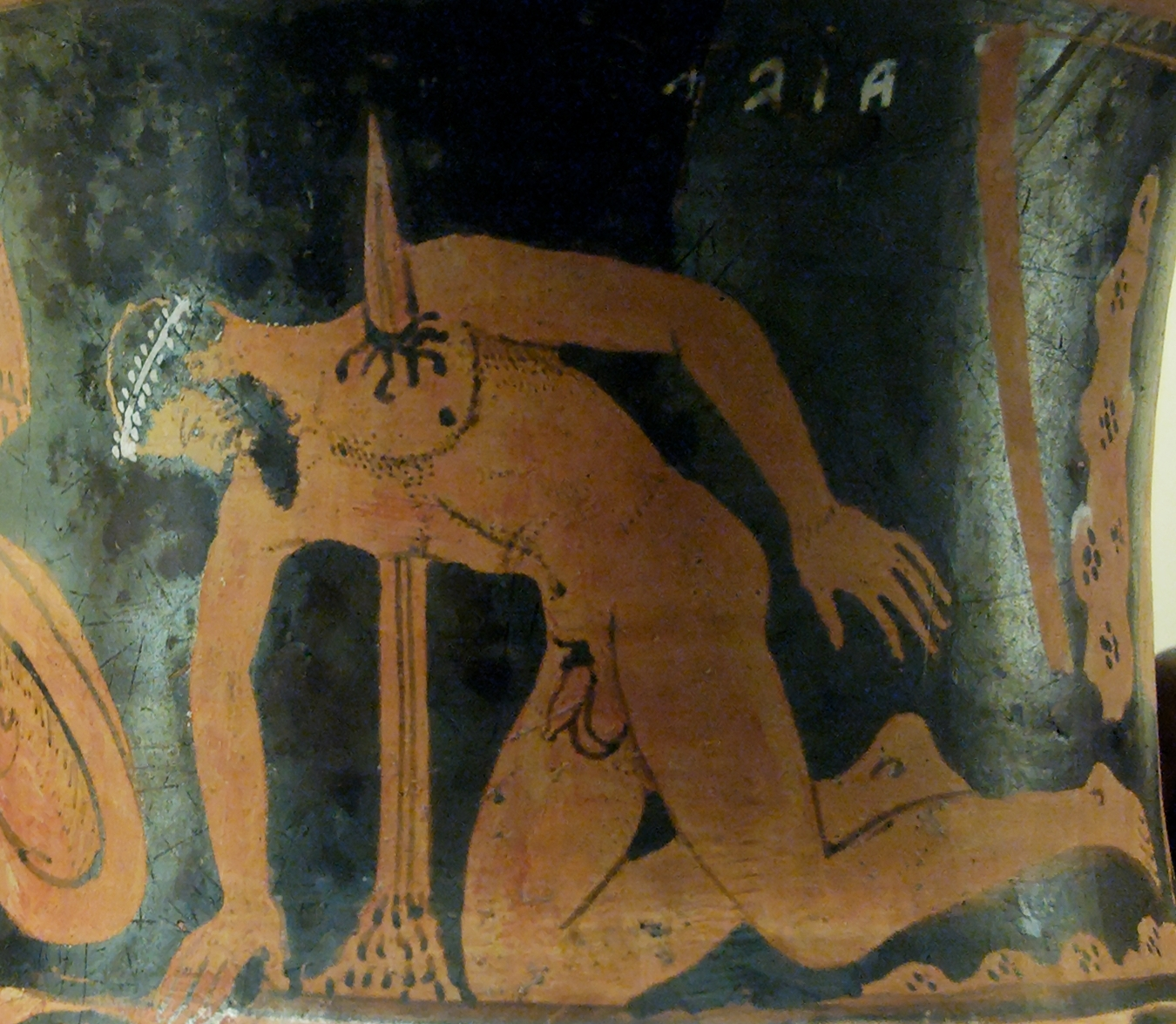
il suicidio di Aiace Telamonio

Aiace il Grande, rispetto ad Aiace il Piccolo (figlio di Oileo) era il figlio di Telamone, un eroe protetto da Eracle. Infatti poco prima della nascita del piccolo il nerboluto figlio di Zeus era stato invitato a cena da Telamone e alla notizia della futura venuta al mondo di Aiace ha profetizzato che egli sarebbe divenuto uno dei più forti campioni del mondo. Così, nato Aiace, Eracle lo ha raccolto nella sua sacra pelle di bue per renderlo invincibile, scordandosi però di coprire anche l'ascella destra, lasciandolo così vulnerabile come Achille col tallone. Si dice che Aiace fosse altissimo allora rispetto alla piccola statura di un essere umano normale. Pare che toccasse il metro e ottanta e che in guerra fosse secondo solo al Pelide (Achille) per il coraggio e la forza sovraumana. Infatti nell'assedio di Troia era solito usare un pesante ed enorme scudo dietro il quale spesso si nascondeva il veloce Teucro che compariva all'improvviso di fronte ai nemici per trafiggerli, per poi ritornare dietro alla protezione. Tuttavia, sebbene fortissimo, Aiace aveva dei nemici sull'Olimpo, in particolare Atena la quale era stata offesa più volte dall'eroe in quanto dichiarava apertamente sia a lei che agli altri di non essere aiutato, essendo stato reso invincibile da Eracle. Allora la dea per vendicarsi lo fa impazzire proprio la notte della consegna delle armi di Achille dopo la morte di questi, facendo assegnare il premio non al più forte, ovvero lui, ma al più astuto ovvero Ulisse. A questo punto Aiace perde la ragione e si avventa contro una mandria di buoi e capre, sgozzandoli tutti. Riacquistando la lucidità Aiace il Grande si rende conto di aver commesso uno scempio imperdonabile e si suicida conficcandosi la spada nel suo unico punto vulnerabile.

### Aiace Oileo

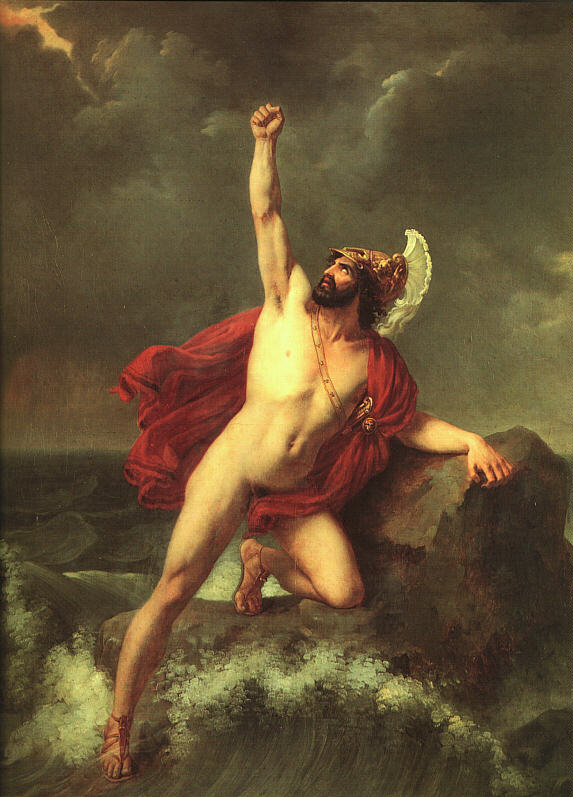
Aiace bestemmia contro il Cielo in un dipinto di Henri Serrur

Aiace il Piccolo era figlio di Oileo. Tra tutti gli eroi sia greci che troiani era il più veloce nel tirare la lancia, ma anche il più rozzo e maleducato. Anche lui si vantava molto di essere invulnerabile, sebbene fosse un nanerottolo, e ciò infastidiva molto gli dei. Tutte le sue vittorie in battaglia contro Troia, spesso anche al fianco del suo omonimo più alto, sono state vane quando l'eroe ha compiuto uno dei più gravi misfatti dell'assedio della città. Durante la famosa notte accadde che Aiace si recò al tempio di Atena e che lì avesse incontrato Cassandra per violentarla. Lei si rifugiò dietro alla statua della dea, aggrappandosi, ma Aiace la trascinò a terra con tutto il simulacro e la violentò ugualmente. All'assegnazione dei trofei, compresa Cassandra, gli eroi accusarono Aiace di scempio, ma questi giurò il falso. Allora Atena, piena di collera ordina a Poseidone di rendere il viaggio di ritorno degli achei un vero inferno. E difatti, con maremoti e cicloni, la nave di Aiace Oileo viene fatta a pezzi e l'eroe, che si salva arrampica dosi su uno scoglio, comincia a bestemmiare atrocemente e così Poseidone lo fulmina per sempre.

### Ettore

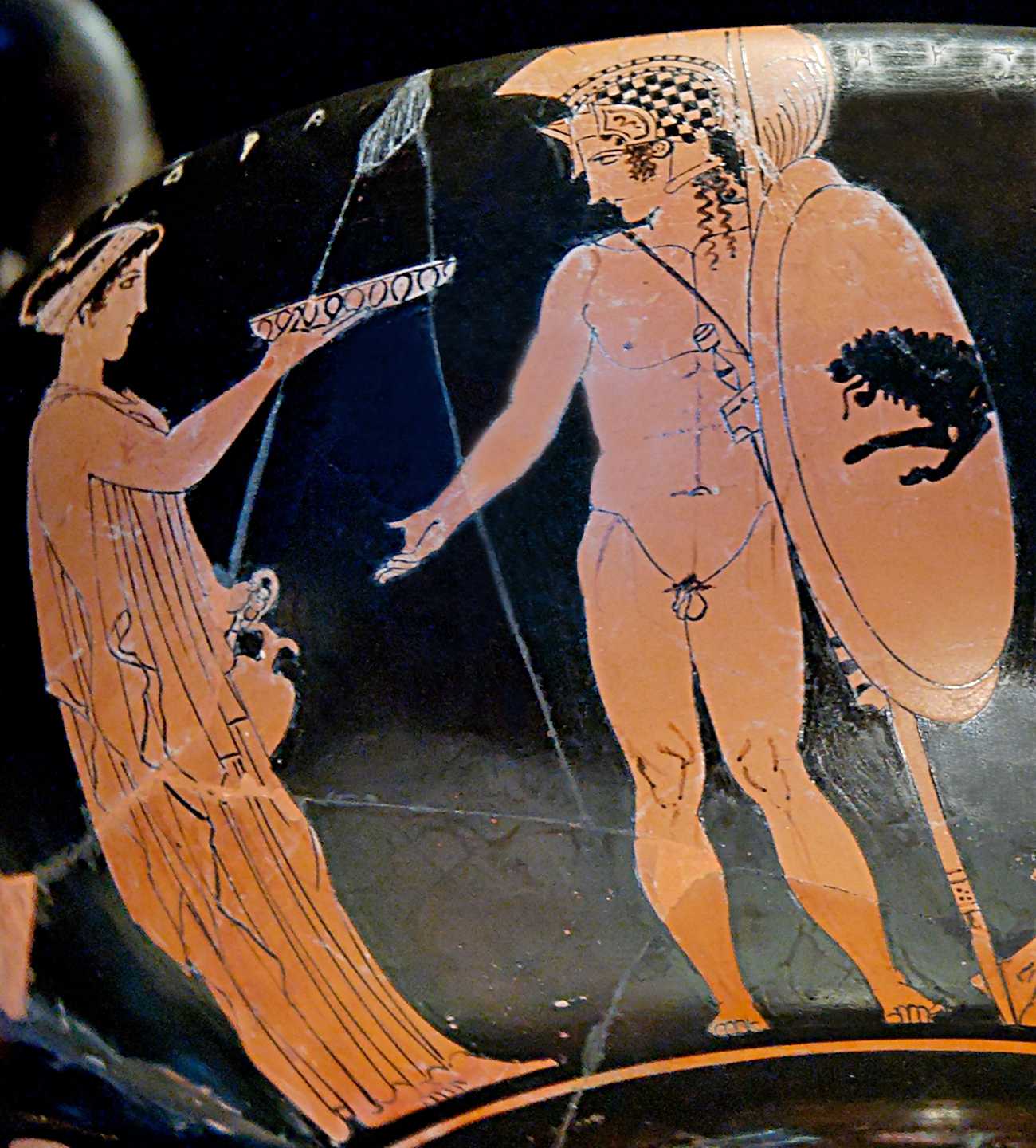
Ettore e Cassandra, vaso a figure rosse

Ettore per De Crescenzo è il vero modello dell'eroe da osservare: è sposato e con un figlio, ama la patria e fa di tutto per difenderla, al contrario del bellimbusto Paride che, sposata Elena, se ne sta a far l'amore con lei negli appartamenti reali.
Morto per mano sua Patroclo, miglior amico e amante di Achille, Ettore, sebbene consapevole della sua triste sorte, decide di non fuggire dentro le mura della città quando Achille infuriato riprende le armi e comincia a fare una carneficina dei nemici. Achille insegue Ettore per tre volte le mura di Troia e alla fine la dea Atena, sotto le sembianze di Deifobo (futuro sposo di Elena, dopo la morte di Paride per mano di Filottete) invita Ettore a fermarsi e a colpire l'eroe che, tuttavia riesce a schivare la lancia e a colpire alla gola l'eroe.

### Anchise
Anchise era il padre di Enea, protagonista dell'Eneide di Virgilio. In giovinezza egli era bellissimo ed ebbe un rapporto anche con la dea Afrodite, sotto consiglio di Zeus. Nella sua casa da pastore, Anchise trovò stesa sul letto nuda la dolce fanciulla ed insieme consumarono una felice e passionale notte d'amore, a patto che lui non avrebbe parlato in giro di ciò. Ma Anchise, pur volendo, si ubriaca in una locanda e racconta tutto al primo che passa, al che Zeus infuriato, gli scaglia contro una saetta, deviata fortunatamente da Afrodite, ma che lascia il poveretto paralizzato per sempre dalla paura.
Secondo altri autori, dice De Crescenzo, Anchise sarebbe stato uno dei troiani traditori a permettere l'entrata degli achei a Troia, fornendo le chiavi delle Porte Scee.

### Enea

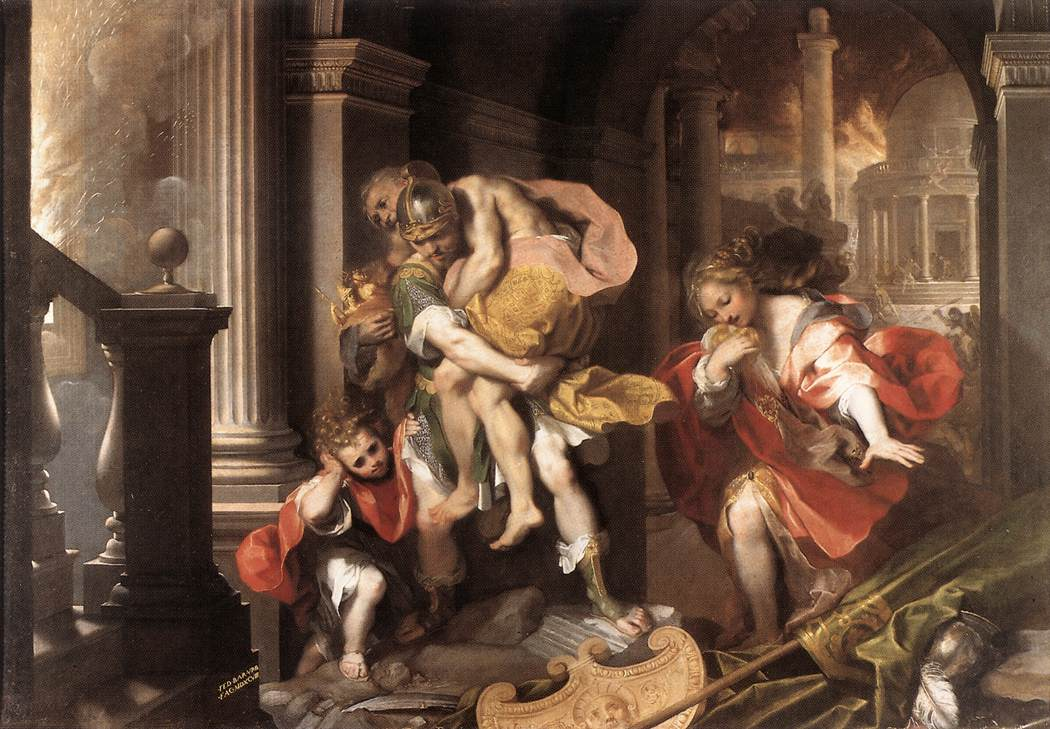
Fuga di Enea da Troia, Federico Barocci, 1598.

Enea è il famoso fondatore di Roma, secondo il libro di Virgilio. Egli era uno dei tanti figli di Afrodite ed era uno dei migliori in battaglia nel campo troiano. Spesso sono state le volte in cui si è trovato in grave pericolo ad esempio quella volta in cui, ferito da Diomede, sarebbe stato spacciato se non fosse intervenuta Afrodite che, seppur rimanendo ferita, lo è riuscito a sottrarre alla furia omicida; o anche quella volta in cui l'eroe si è scontrato con la violenza feroce di Achille, anche questa volta venendo salvato appena in tempo dalla sua beniamina. Durante l'incendio di Troia Enea si carica sulle spalle figlio Ascanio, padre Anchise e alcuni viveri, trascurando la moglie perché troppo impacciato e parte alla ricerca di una nuova Troia da fondare. Il padre gli muore nei pressi della Sicilia per le troppe fatiche, ma prima di arrivare lì si ricorda lo sbarco di Enea a Cartagine, alla corte della bella regina Didone. Questa, innamorata di lui, lo cura e gli promette varie ricchezze, ma l'eroe la tradisce con la giustificazione di partire per il viaggio a causa del volere degli dei. La regina non si dà pace per l'affronto subito e si pugnala.

### Memnone
Memnone era un bellissimo eroe dagli occhi celesti e dalla pelle scura, convocato da re Priamo per sostituire il figlio Ettore, morto nello scontro con Achille. In campo era valorosissimo e di mira efficace, tanto che con un sol colpo ha ucciso il figlio di Nestore, accorso in aiuto del vecchio genitore. Questo giovane era l'ultimo dei più cari amici di Achille, dopo la morte di Patroclo, e ciò e bastato scatenare nel suo animo un'ira di proporzioni cosmiche. Il precedente accordo di uno scontro tra Memnone e Diomede si rinnova subito con l'irruzione in campo di Achille che con un colpo di spada, ferisce mortalmente Memnone alla gola.

### Elena

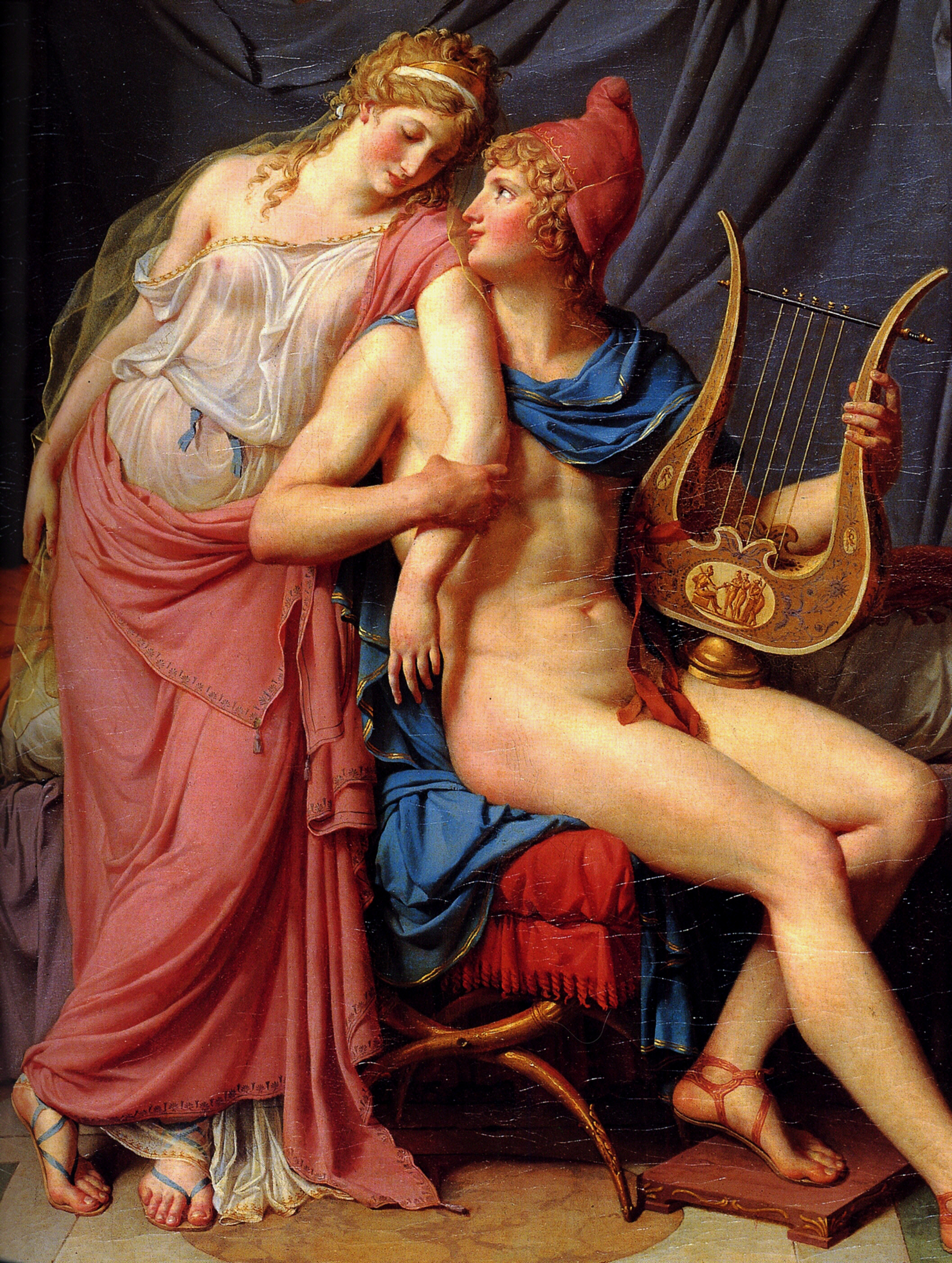
Gli amori di Elena. Quadro di Jacques-Louis David

Elena è da considerarsi una delle figure più particolari e intriganti della mitologia greca Infatti la donna, tra i mitologi e i commentatori sa antichi che moderni si trova tra due fazioni: gli aiutanti e gli accusatori. Fin dalla nascita la sua vita è considerata un mistero, giacché molti sostengono che Elena sia nata da un uovo fecondato da Zeus trasformato in cigno, caduto sulla Terra e poi dischiuso. Nella sua vita Elena già da piccola fu soggetta a molti rapimenti tra i quali quello di Teseo e Piritoo, fino all'ultimo a opera di Paride. L'eroe era appena giunto a Sparta con l'ambasciata di Troia e appena vede Elena se ne innamora perdutamente. Approfittando dell'assenza di Menelao egli la corteggia amorevolmente, fino a fare impazzire anche lei di intenso amore. Fatte le valigie con tutti i bagagli e l'argenteria, Elena fugge con Paride per Troia, ma una serie di tempeste li sballottano per tutte il Mar Mediterraneo, fino a giungere in Africa nella zona della Fenicia dove a causa dei maltrattamenti degli schiavi da parte di Paride, il re della zona gli confisca Elena e lo rimanda a Troia da solo. Tuttavia gli dei, per far scoppiare la guerra costruiscono un simulacro ovvero un fantasma con le sembianze della sposa rapita in modo che tutti credessero che fosse ancora nelle mani del troiano.
Durante l'assedio dopo la morte di Paride, Elena va in sposa al fratello minore Deifobo, anziché venire riconsegnata nelle mani di Menelao, e ciò provoca la rabbia cieca del re spartano che, durante la notte dell'incendio di Troia riesce a trovare la coppia piangente dentro le stanze reali. Menelao si accanisce contro il giovane Deifobo tagliandoli le orecchie, gli occhi, il naso, la lingue e tutti e quattro gli arti, per poi finirlo. Sta per fare lo stesso con Elena, quando questa si spoglia, facendo innamorare di nuovo Menelao.

### Polissena
Verso l'ultima fase della guerra di Troia, Achille, perduto l'amico più caro Patroclo e stufo delle schiave con cui sollazzarsi, s'innamora follemente della popolana Polissena, cittadina troiana. Già da qualche tempo si frequentano nascostamente, ma dopo un po' Polissena, nonostante gli impegni di Achille per la guerra, decide di sposarlo in un tempio poco lontano da Troia. La cerimonia si sarebbe dovuta svolgere a notte tarda con solo pochi testimoni amici sia di Achille che della sposa. Ma Polissena ha di nascosto complottato contro l'eroe e prima dell'inizio della celebrazione, nel tempio, la ragazza fa un cenno a Paride, nascosto dietro una colonna, che trafigge con le sue frecce il tallone di Achille, facendolo morire di un dolore atroce.
Gli amici di Achille, nascosti dietro degli alberi, si precipitano cercando di uccidere i due congiurati senza riuscirci, e riportano in lacrime il corpo dell'eroe nell'accampamento.

### Pentesilea

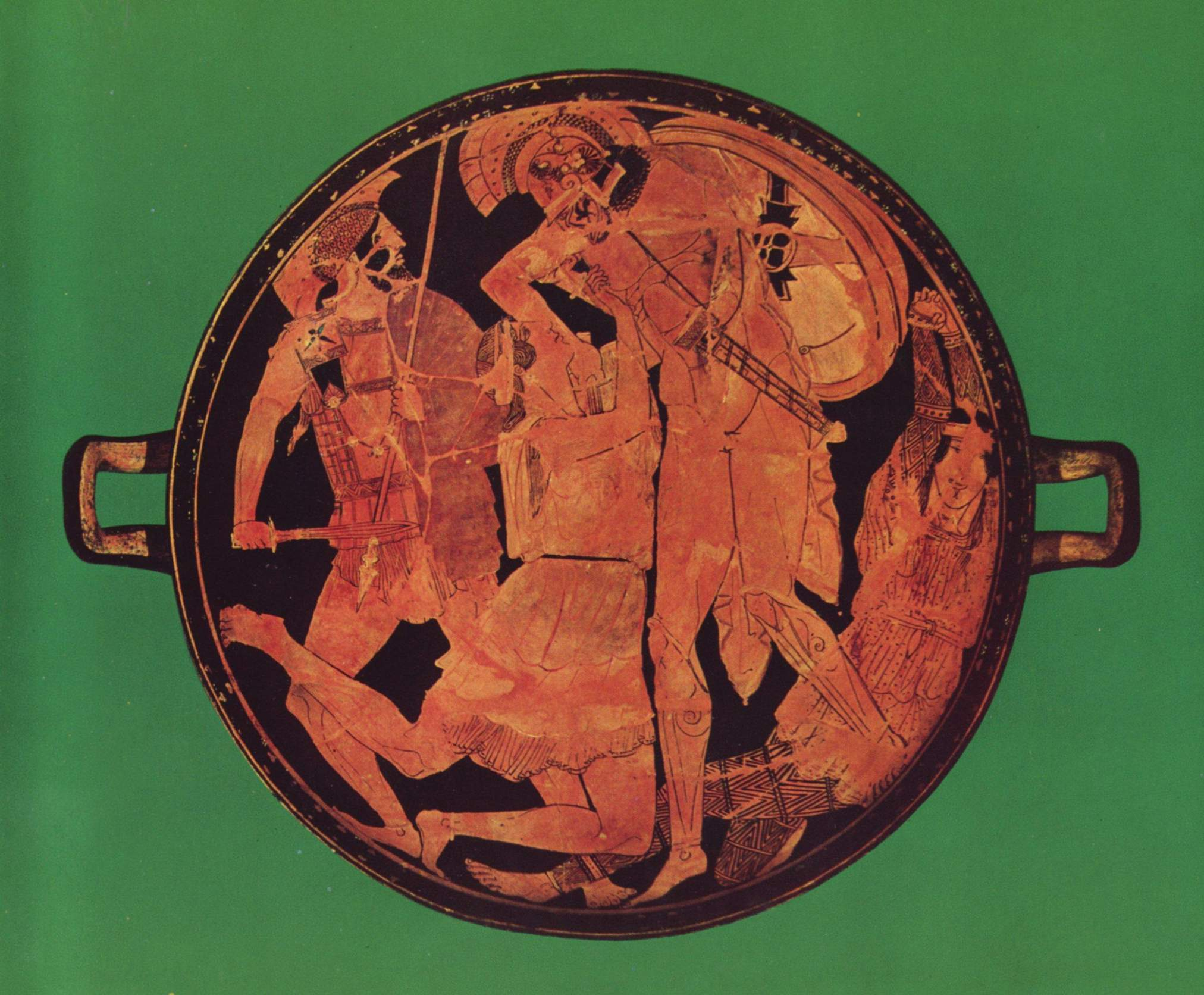
Achille uccide Pentesilea

Questa donna era una delle moltissime regine delle Amazzoni, donne veramente esistite. Esse erano solite vivere da sole in un'isola (come quella di Lemno) e si vestivano di corazze di bronzo e di foglie, asportandosi poi il seno destro per tendere meglio l'arco e cavalcavano senza sella dei cavalli.
Pentesilea era stata maledetta da Afrodite con la condanna di farsi stuprare dal primo uomo che lei incontrasse per la strada e così la ragazza pensò di usare nella sua corazza un doppio strato di bronzo per coprirsi tutta. La guerriera, insieme alle altre si reca sulla spiaggia di Troia, anche lei convocata da Priamo nella speranza che le sorti dell'assedio potessero cambiare e il primo con cui lei si scontra è Achille, per niente intimidito dal loro strano apparire. Lo scontro tra i due è cruento e alla fine Achille riesce a ferire e di seguito ad uccidere Pentesilea. Quando l'eroe le scopre il cimiero non può fare a meno di restarne abbagliato e così violenta il cadavere senza vergogna. Lo scempio non sfugge però agli occhi del vigliacco Tersite, il soldato acheo che attaccava sempre gli eroi e parteggiava per i più deboli, che non perse l'occasione per ingiuriare in pubblico Achille. L'eroe, quel giorno di pessimo carattere, lo uccide con un violento pugno in viso.

### Il cavallo di Troia

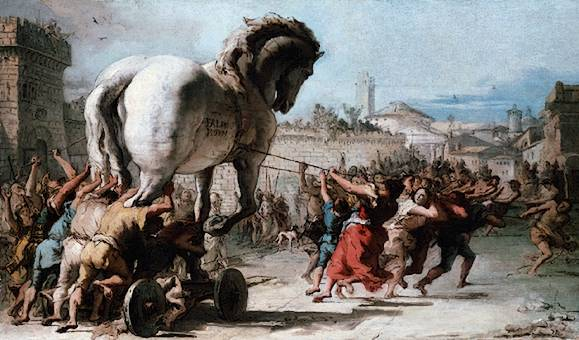
Giovanni Domenico Tiepolo, Processione del Cavallo di Troia (1773)

Giunti al decimo anno della guerra, i greci non ne possono più: la scusa di Menelao di riprendersi la sposa non regge più e i soldati (e anche Agamennone) vogliono tornarsene a casa per riabbracciare le famiglie. Così l'eroe più astuto di tutti Ulisse pensa di costruire un grande cavallo di legno, con l'aiuto del falegname Epeo, che possa contenere un buon numero di valorosi per entrare in città e allo stesso tempo di far allontanare dietro un'isoletta vicina il resto dell'armata achea.
Avviene la costruzione che viene lasciata sulle rive del mare con un'iscrizione dedicata alla dea Atena. I troiani si recano a vedere il colosso, ma non sanno se bruciarlo o portarlo in città per onorare la dea. Quando il sacerdote Laocoonte impreca gridando che il cavallo è un piano ordito da Ulisse per ingannare i troiani e la profetessa Cassandra urla che il mostro di legno vomiterà demoni nemici, Priamo i troiani decidono di lasciarli perdere e di portare il cavallo in città, distruggendo gran parte dell'arco delle Porte Scee per far entrare la costruzione.
Quella notte i greci escono dal ventre del cavallo, facendo segnale alle navi in mare di avvicinarsi e si danno all'assedio più sfrenato, spazzando via Troia una volta per tutte.

## Edizioni
- Luciano De Crescenzo, I grandi miti greci, Arnoldo Mondadori Editore, 1999,  p. 436, ISSN 1126-3903.